# Perro pastor
Se denomina perro pastor a cualquier perro que ha sido criado y entrenado para asistir al ser humano en la conducción y manejo de animales de granja, especialmente ovejas, cabras y, en algunos casos, ganado vacuno. Cuando su labor principal se centra en el control de bovinos, estos perros reciben el nombre específico de perros boyeros.
Existen fundamentalmente dos tipos de perros pastores según su función:
- Perros de guarda, cuya tarea consiste en proteger el rebaño de posibles amenazas como lobos, zorros u otros depredadores, actuando de forma autónoma y disuasoria.
- Perros de conducción o de carea, que se encargan de guiar y controlar el movimiento del rebaño durante los desplazamientos, ya sea en pastoreo extensivo o en traslados de corral a corral.

Aunque las razas son muy diversas en cuanto a su aspecto físico —tamaño, tipo de pelaje, coloración—, todos los perros pastores comparten ciertos rasgos fundamentales: son animales ágiles, muy inteligentes, con una alta capacidad de aprendizaje, gran obediencia y habilidad para resolver situaciones imprevistas durante el trabajo.

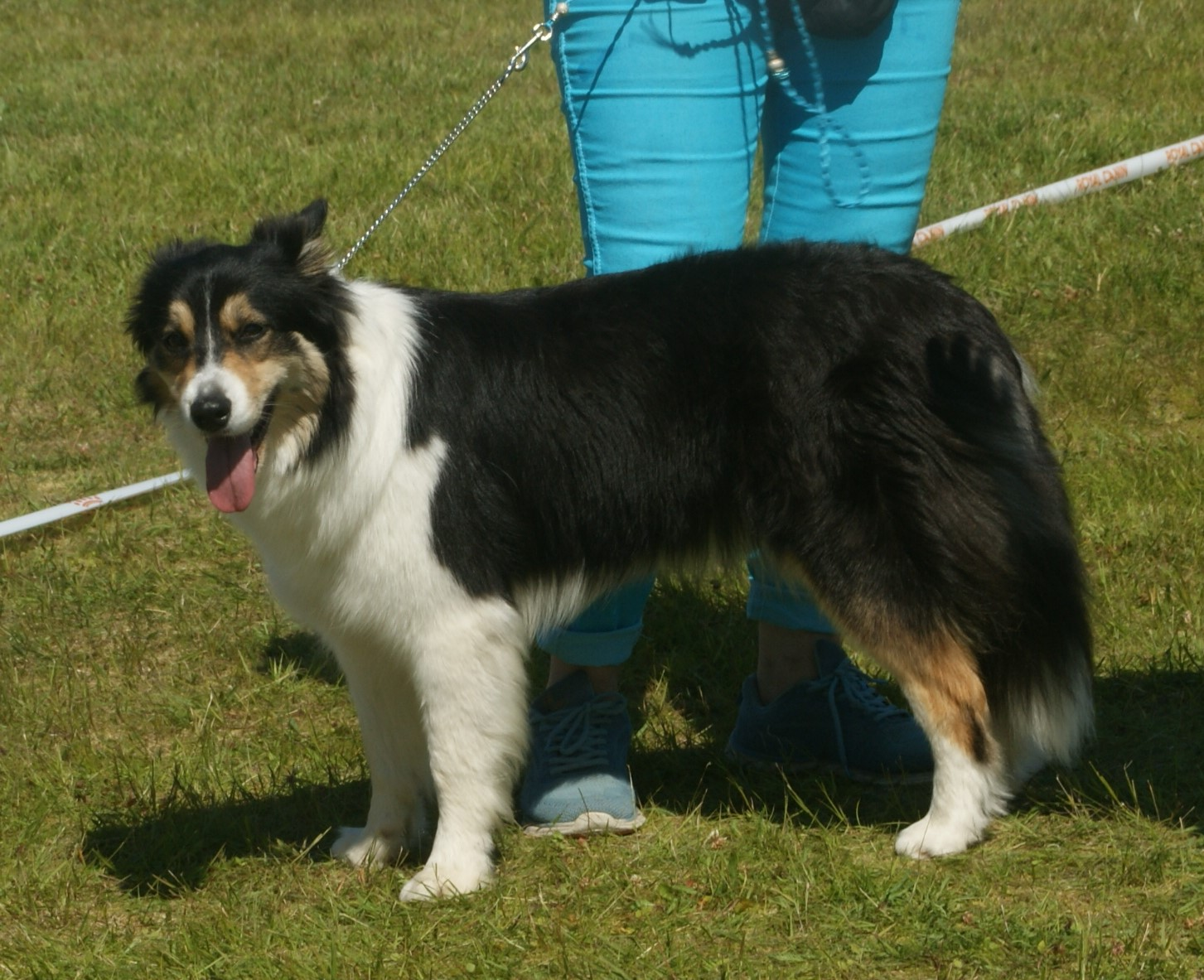
Border collie

## Razas
La Federación Cinológica Internacional (FCI) agrupa a la mayoría de las razas de perros pastores dentro de la Sección 1 del Grupo I, tanto las especializadas en conducción como las de guarda. No obstante, algunas razas de origen nórdico o escandinavo se incluyen en la Sección 3 del Grupo V, bajo la categoría de perros tipo Spitz y primitivos. Algunas razas representativas de perros pastores incluyen el Border Collie, Pastor Alemán, Pastor Australiano, Pastor de los Pirineos, entre otras.
Estos perros han sido fundamentales en la historia de la ganadería, especialmente en regiones rurales y montañosas donde el manejo del ganado sin asistencia canina sería mucho más complejo.

## Razas del grupo I

### Sección 1, Perros pastor

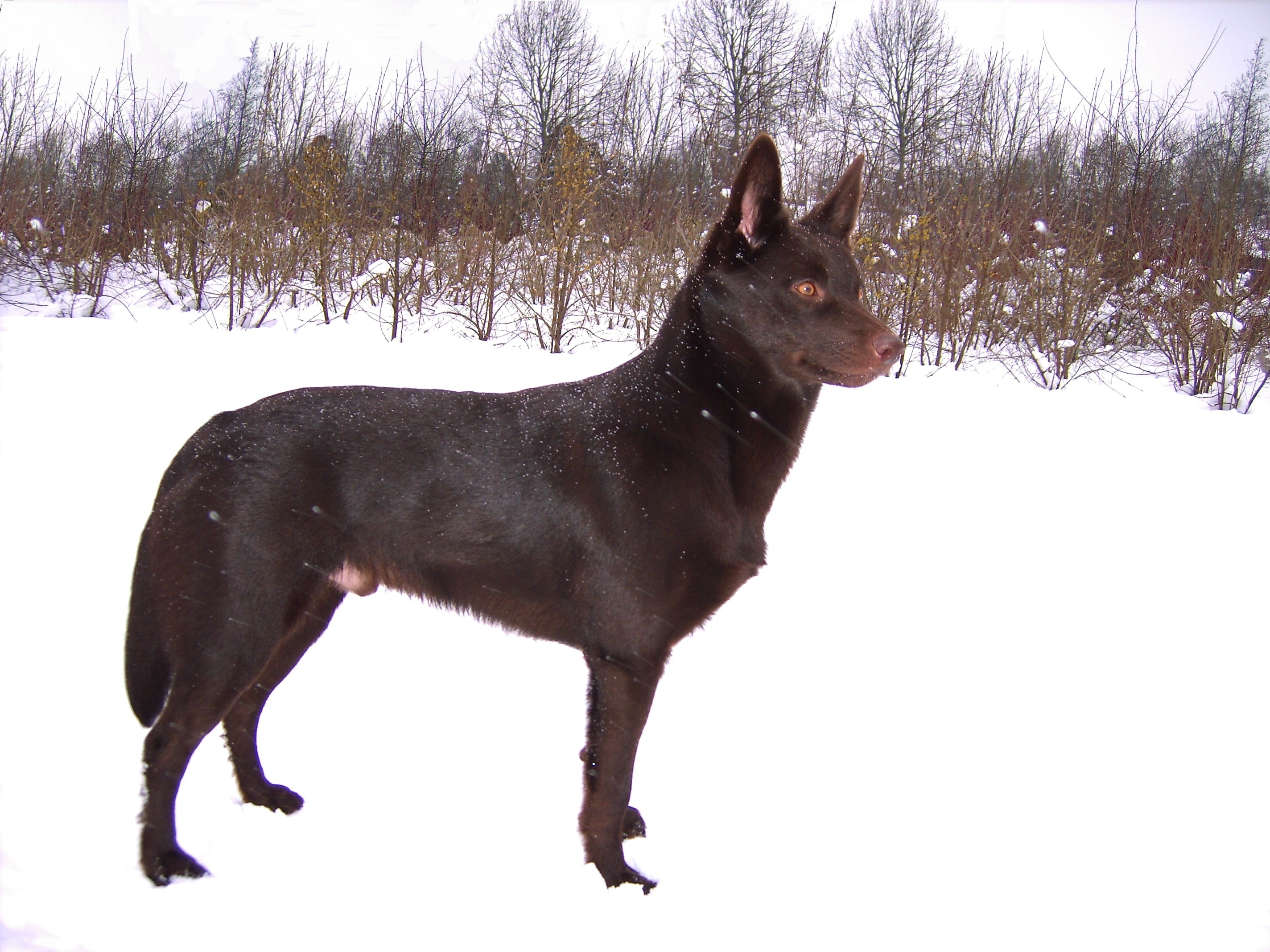
Kelpie australiano
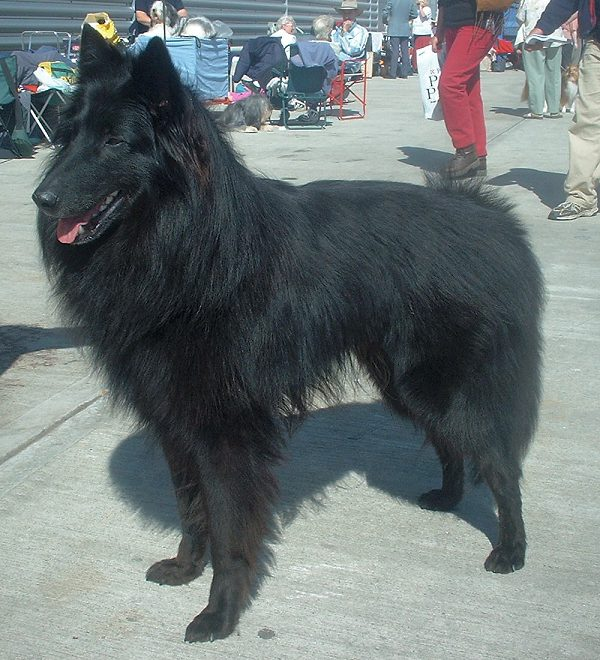
Pastor belga groenendael
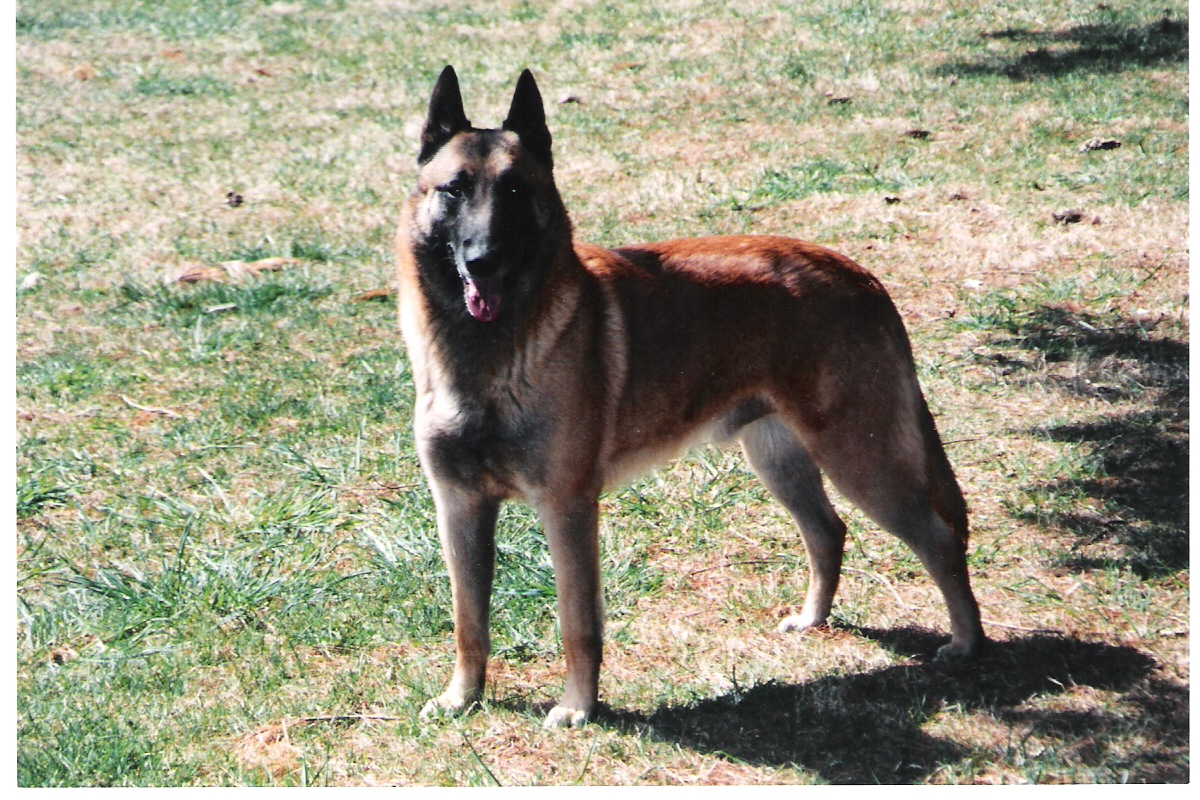
Pastor belga laekenois
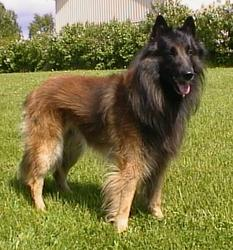
[[Pastor belga tervuerense]
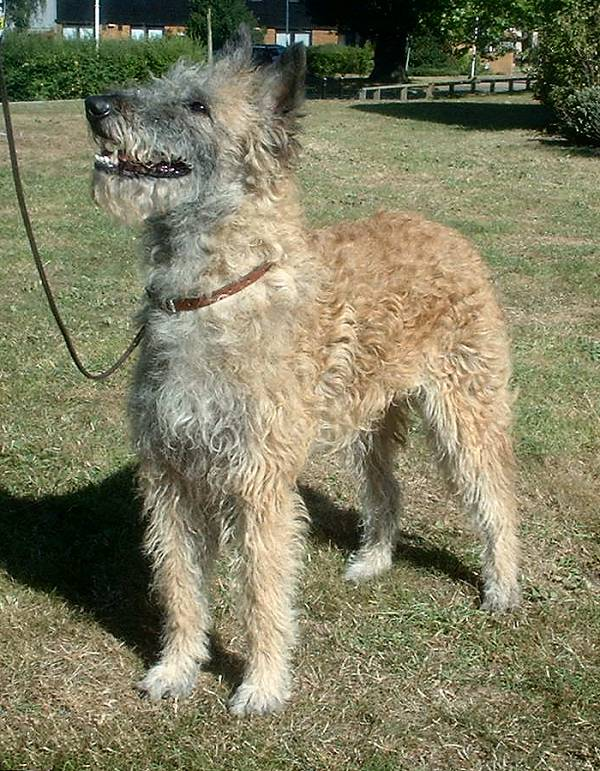
Pastor belga laekenois
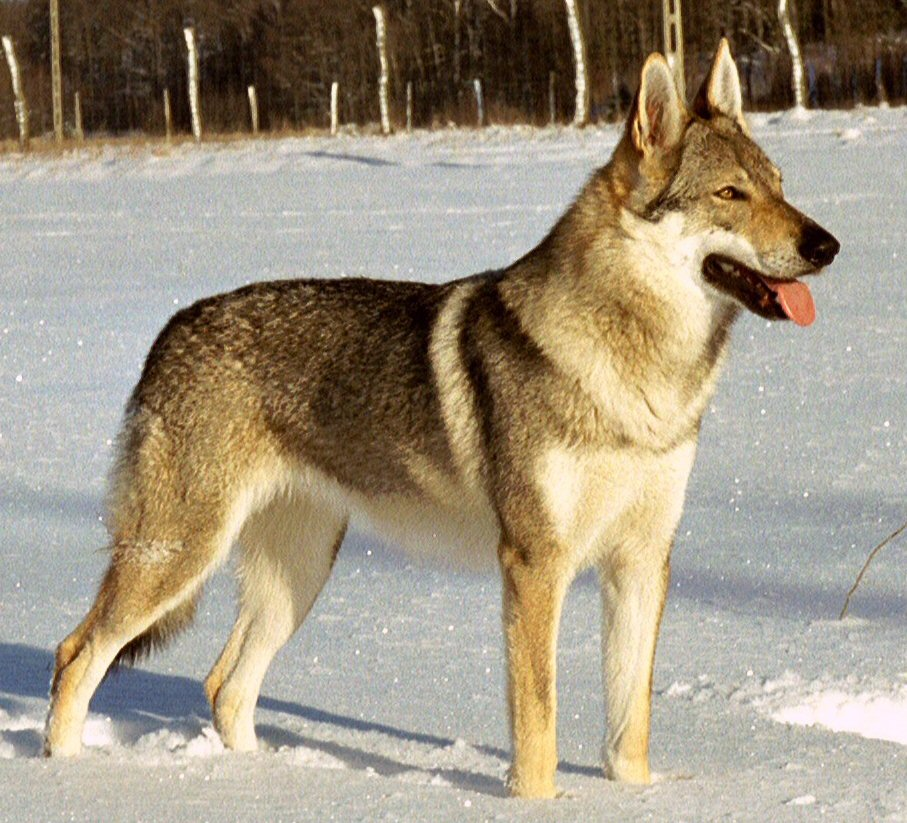
Perro lobo checoslovaco
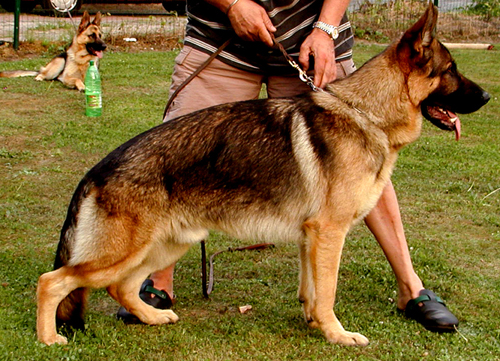
Pastor alemán
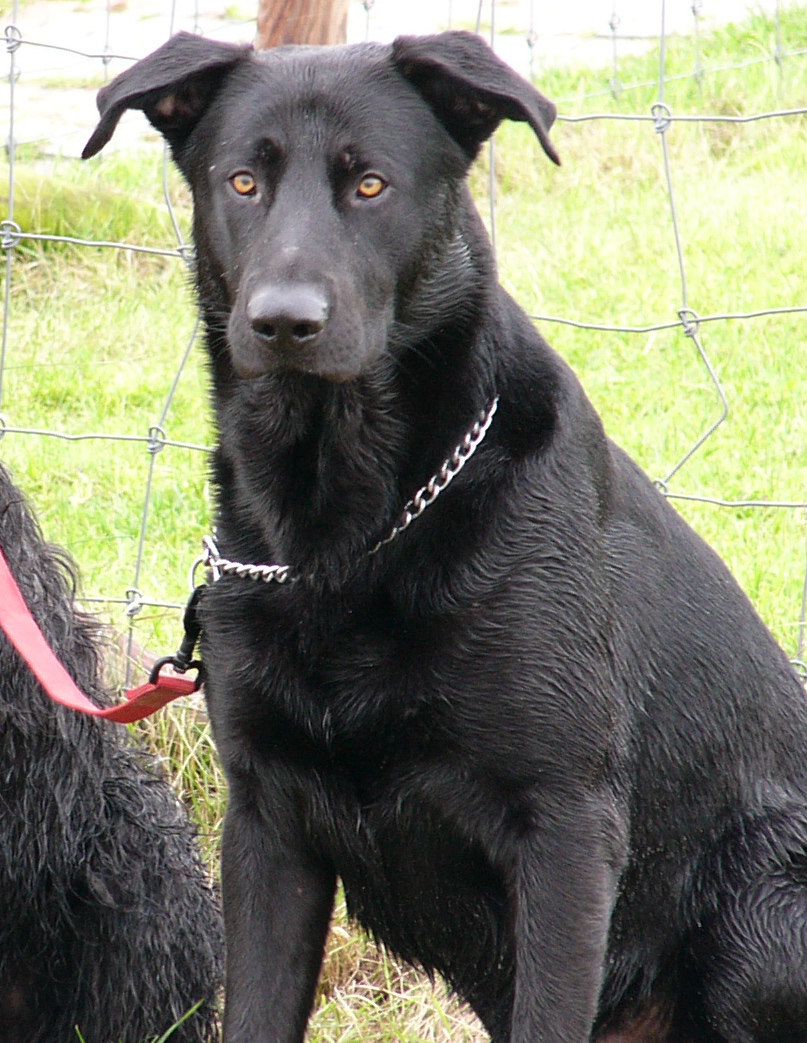
Pastor mallorquín (o ca de bestiar)
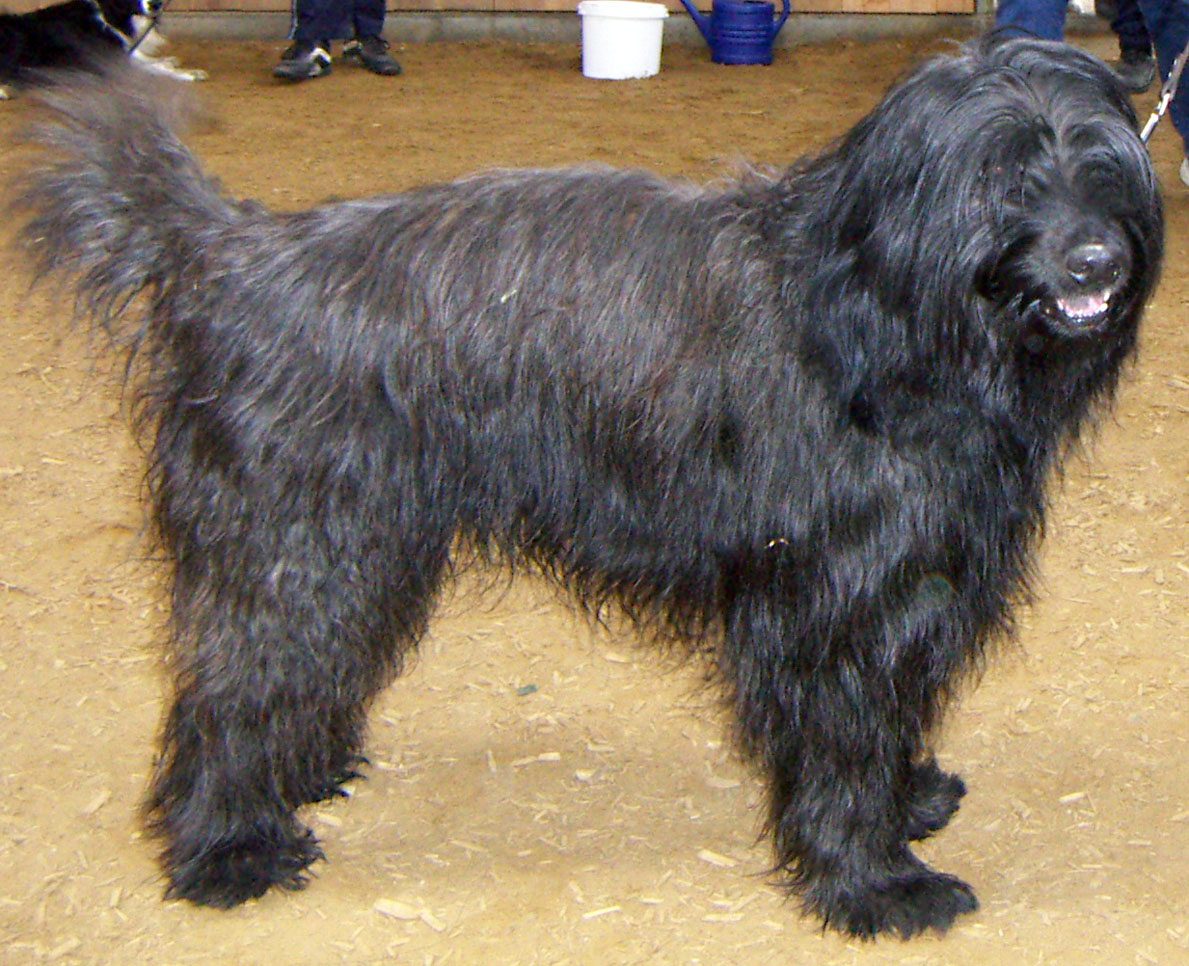
Pastor catalán (o gos d’atura català)
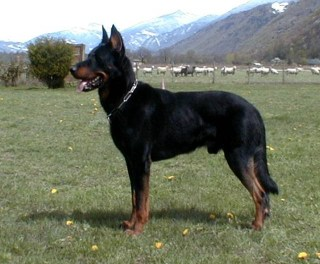
Beauceron
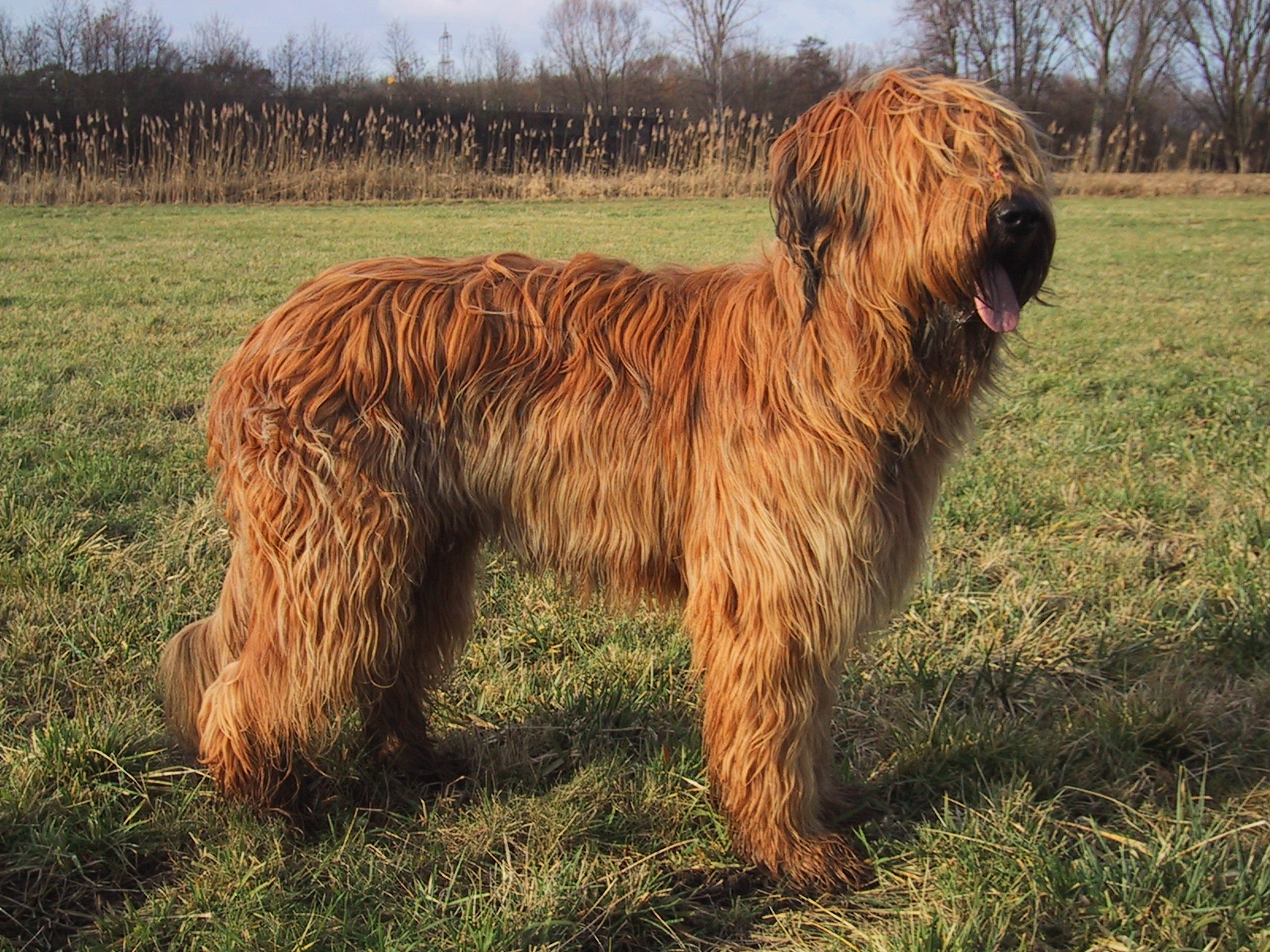
Pastor de Brie
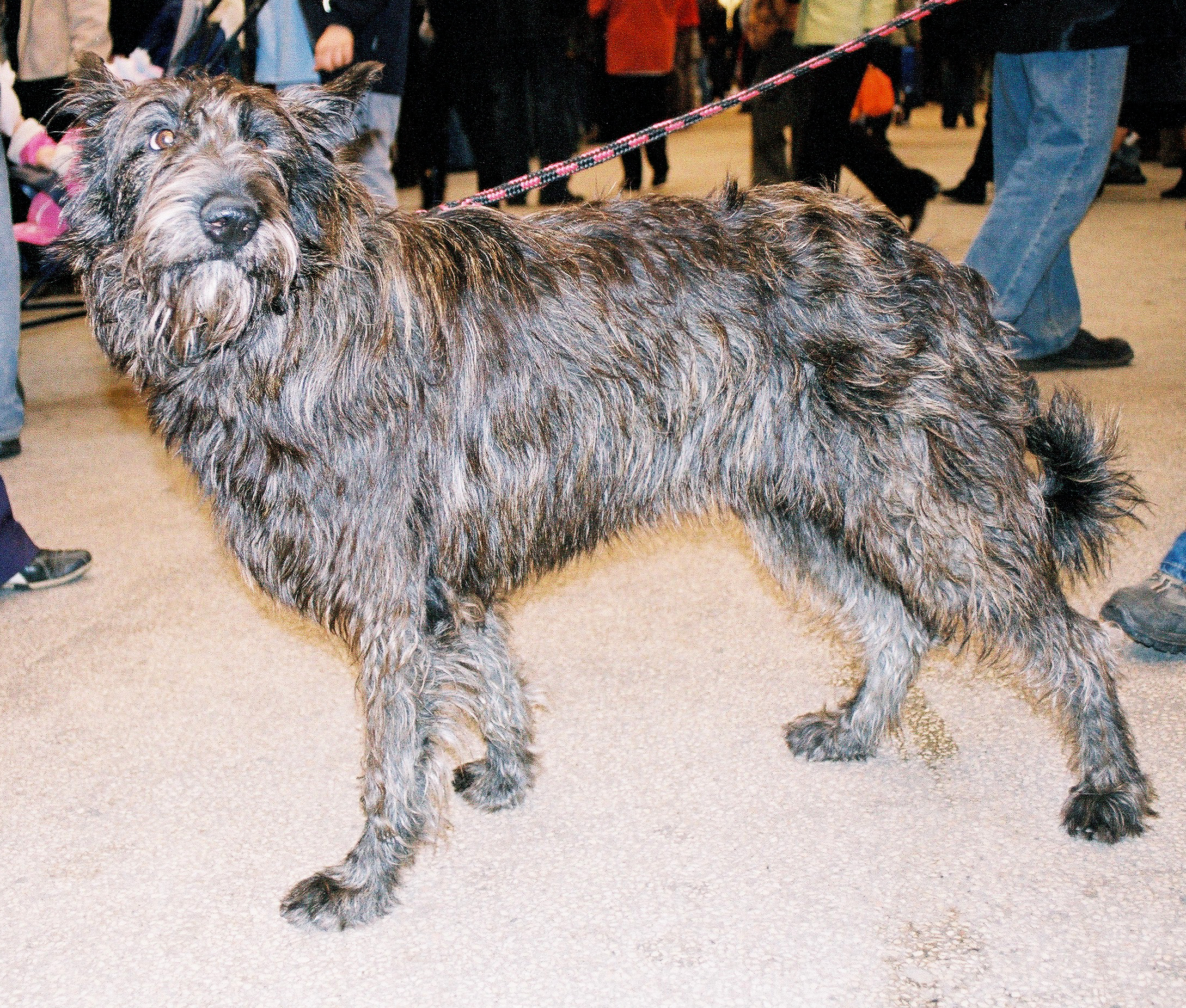
Berger Picard
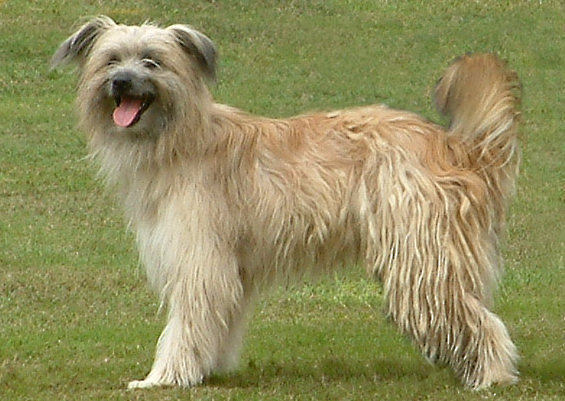
Pastor de los Pirineos de pelo largo
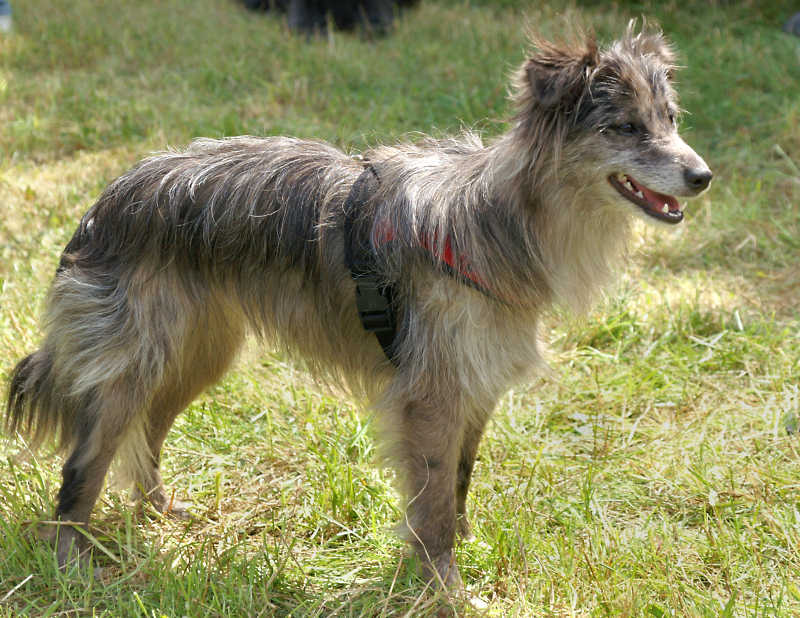
Pastor de los Pirineos de cara rasa
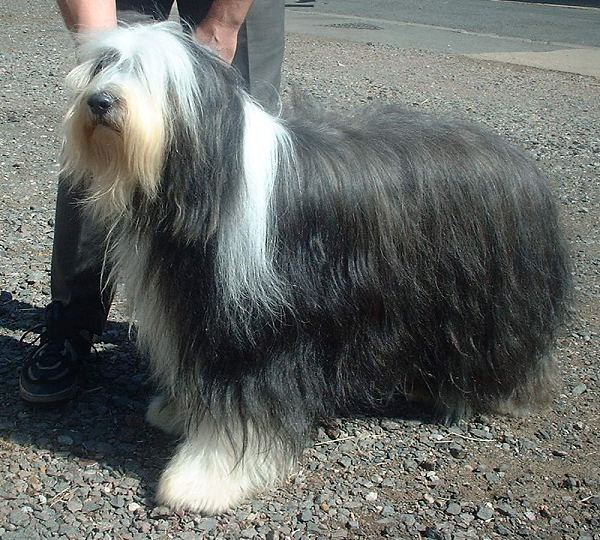
Collie barbudo
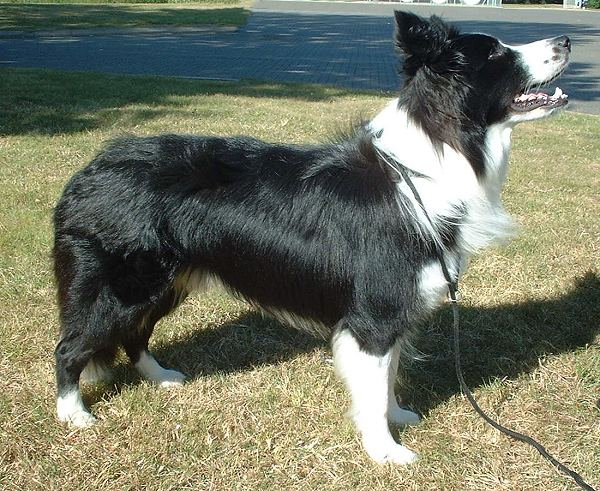
Border collie
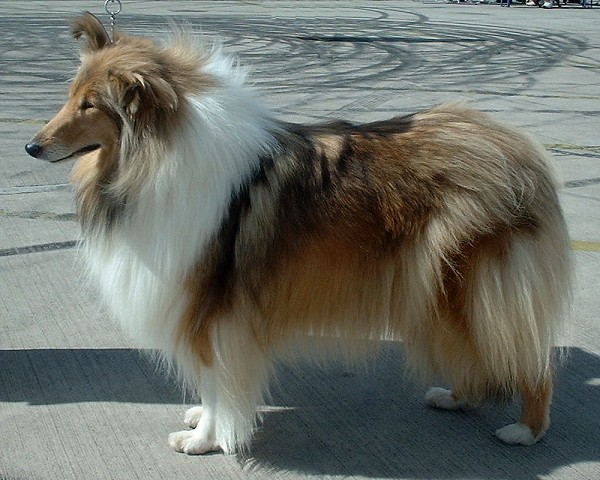
Collie de pelo largo
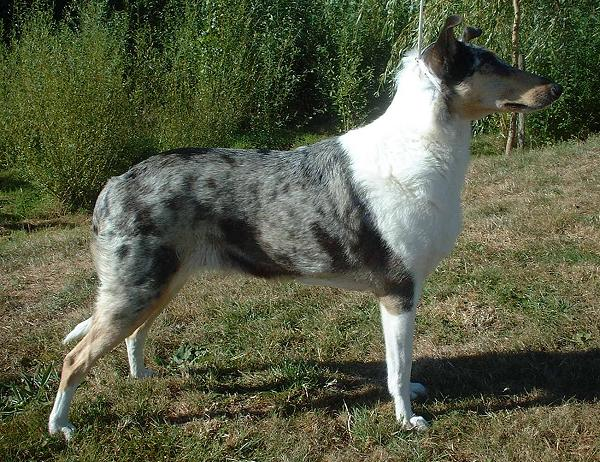
Collie de pelo corto
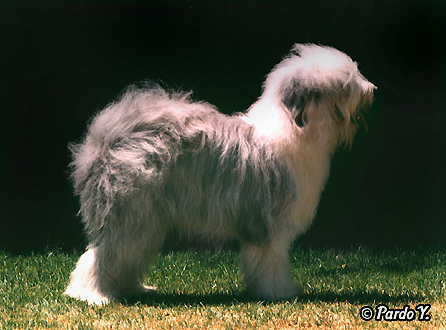
Antiguo perro pastor inglés (bobtail)
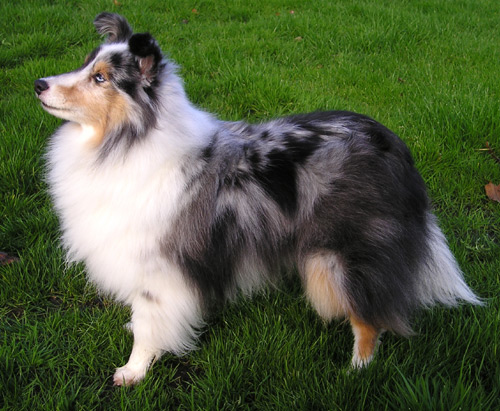
Perro pastor de las islas Shetland
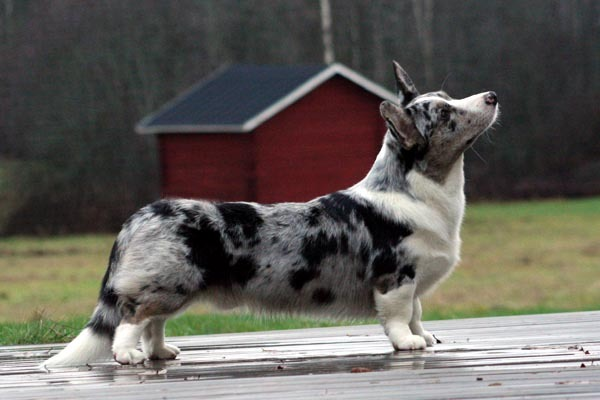
Corgi galés de Cardigan
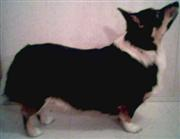
Corgi galés de Pembroke
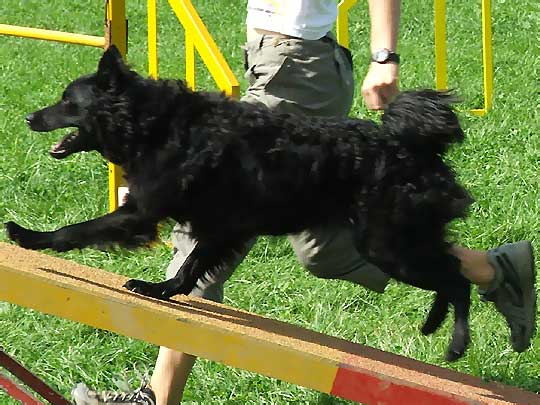
Pastor croata
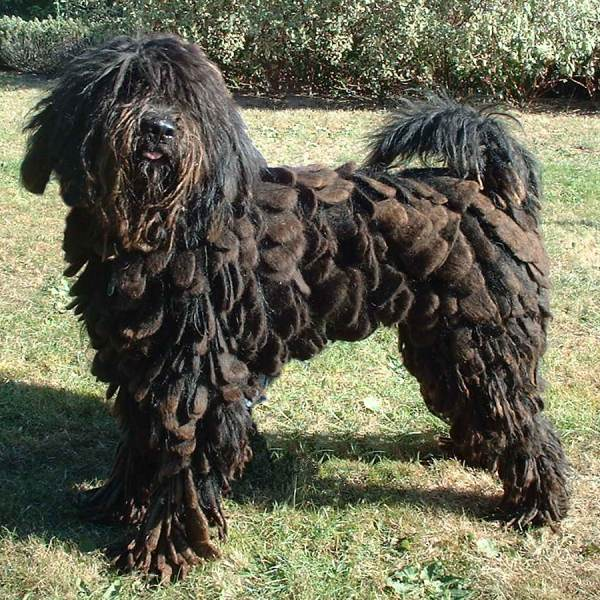
Pastor bergamasco
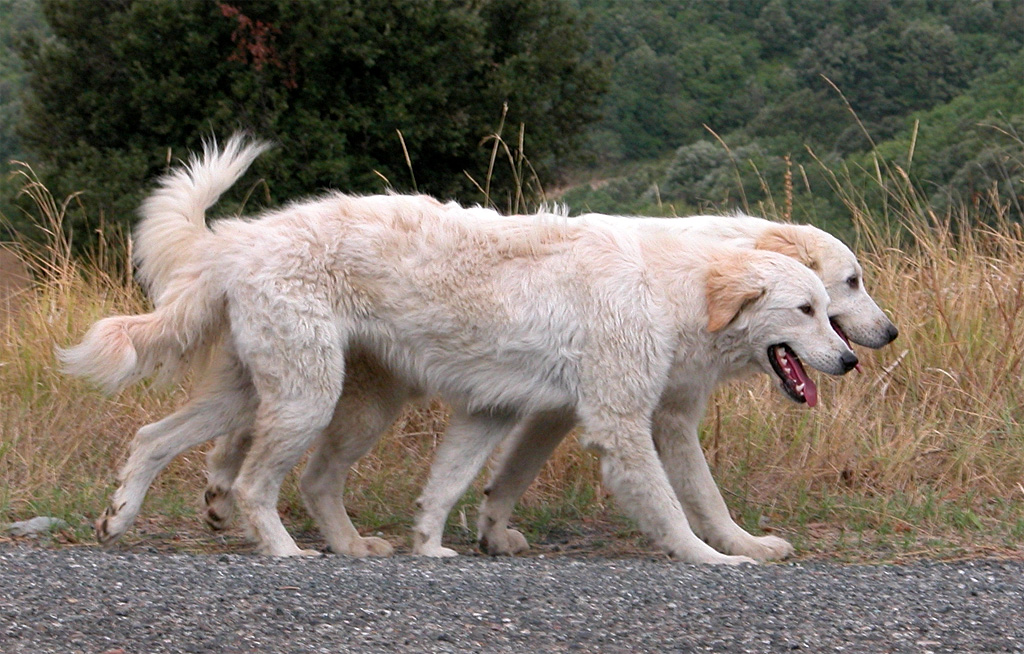
Pastor de Maremma
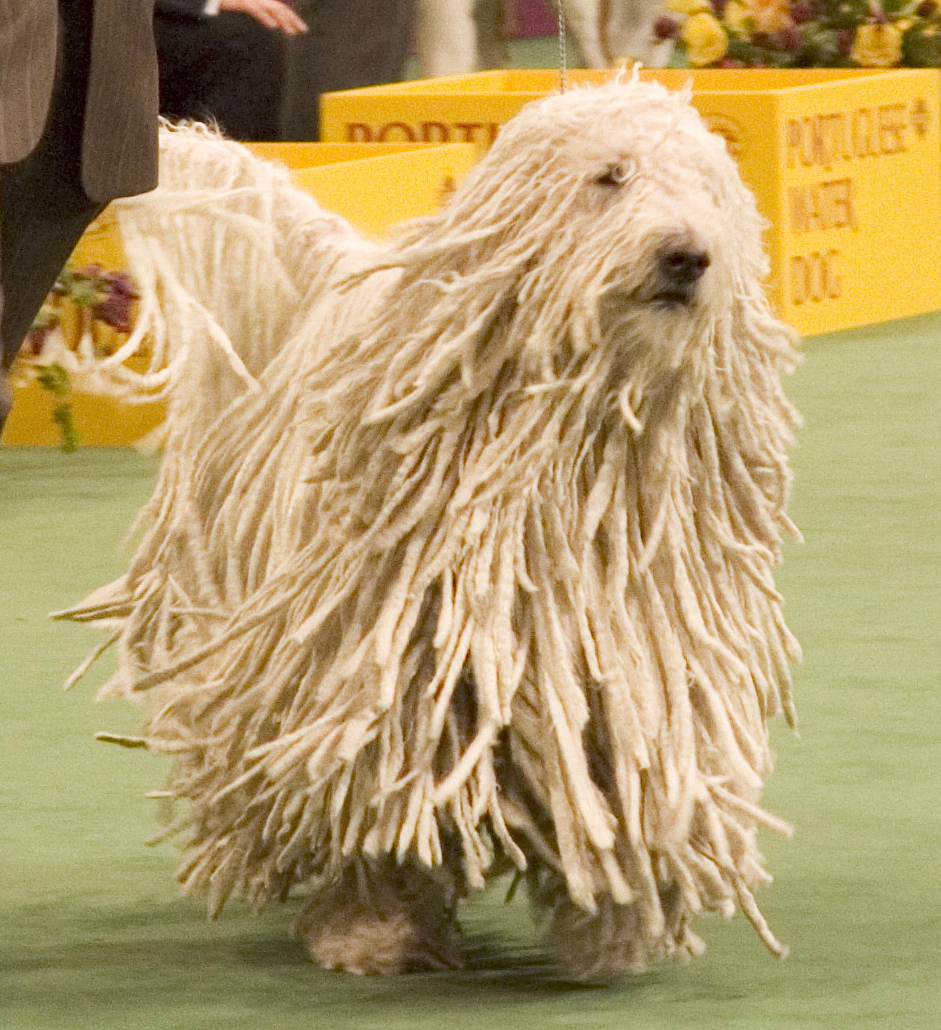
Komondor
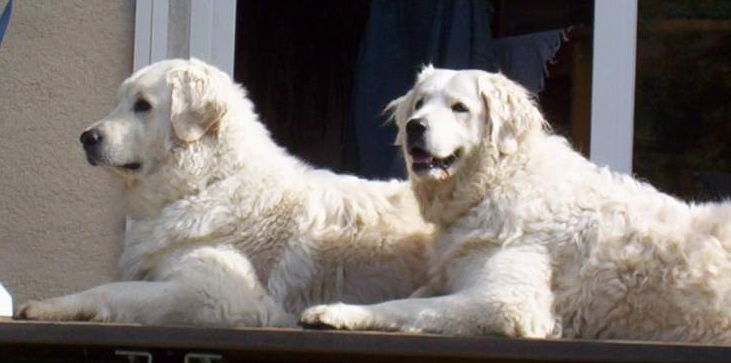
Kuvasz
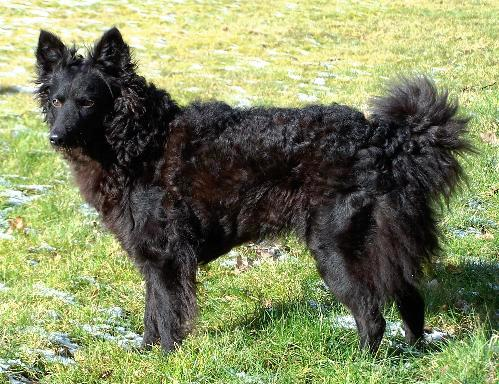
Mudi
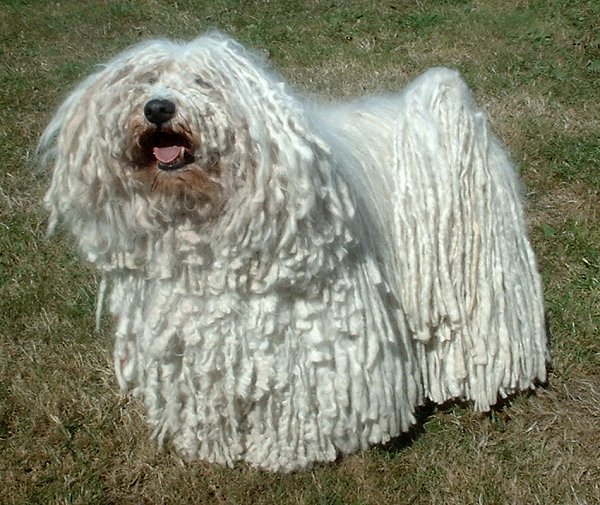
Puli
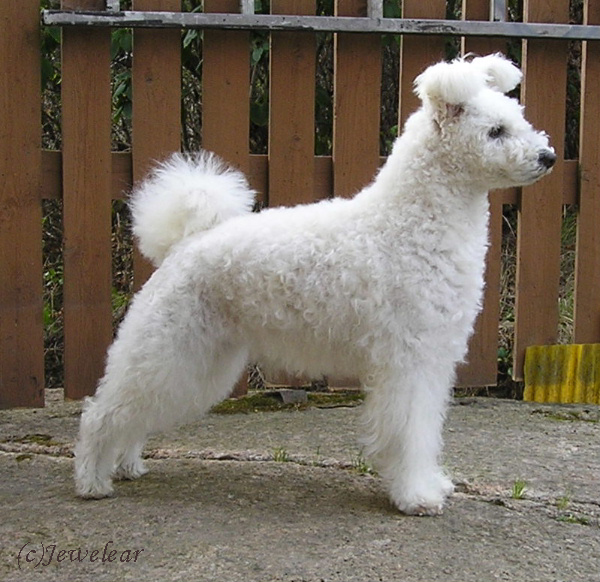
Pumi
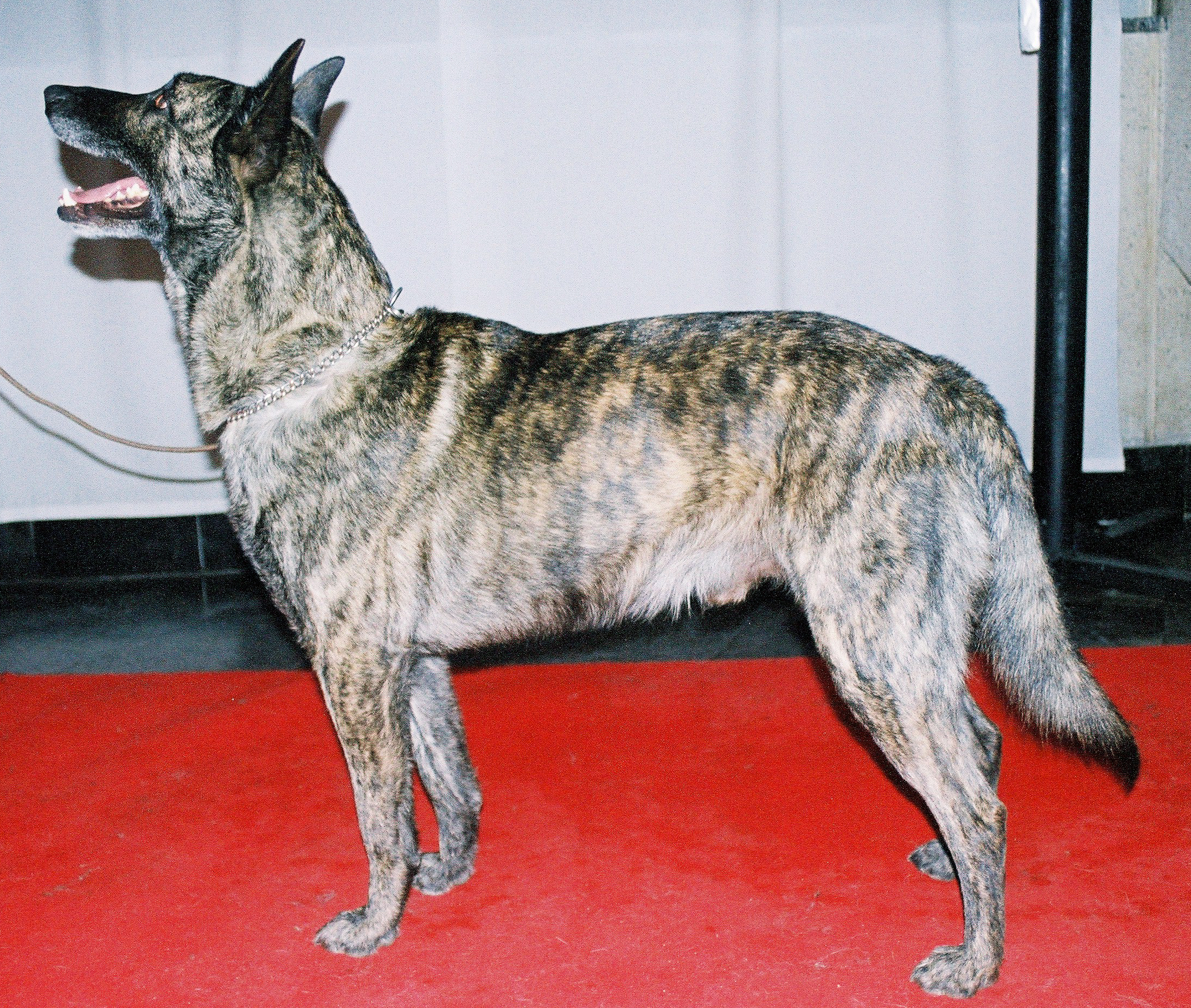
Pastor holandés
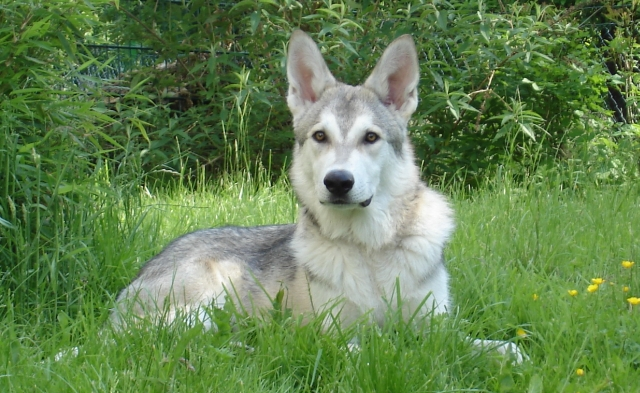
Perro lobo de Saarloos
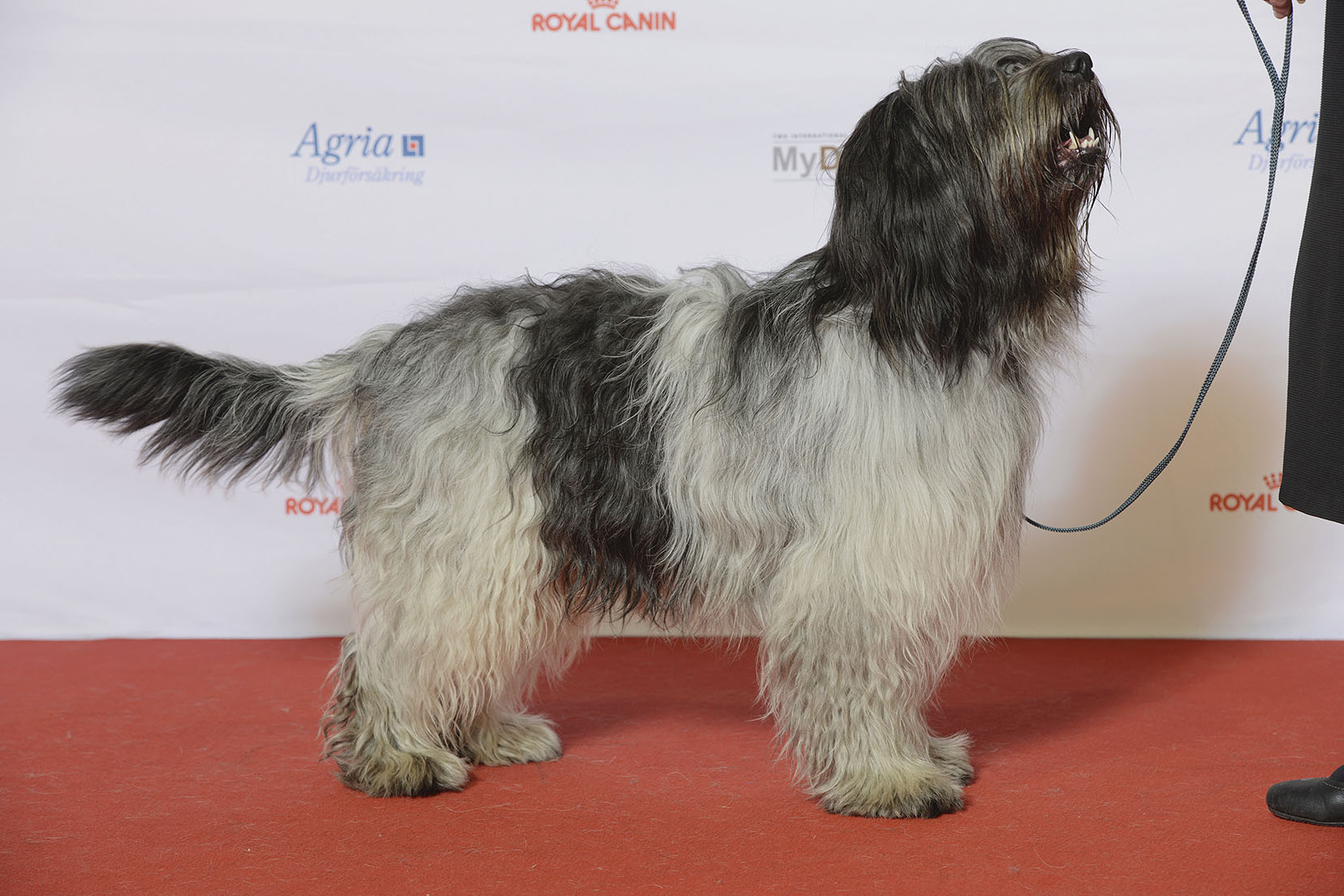
Schapendoes
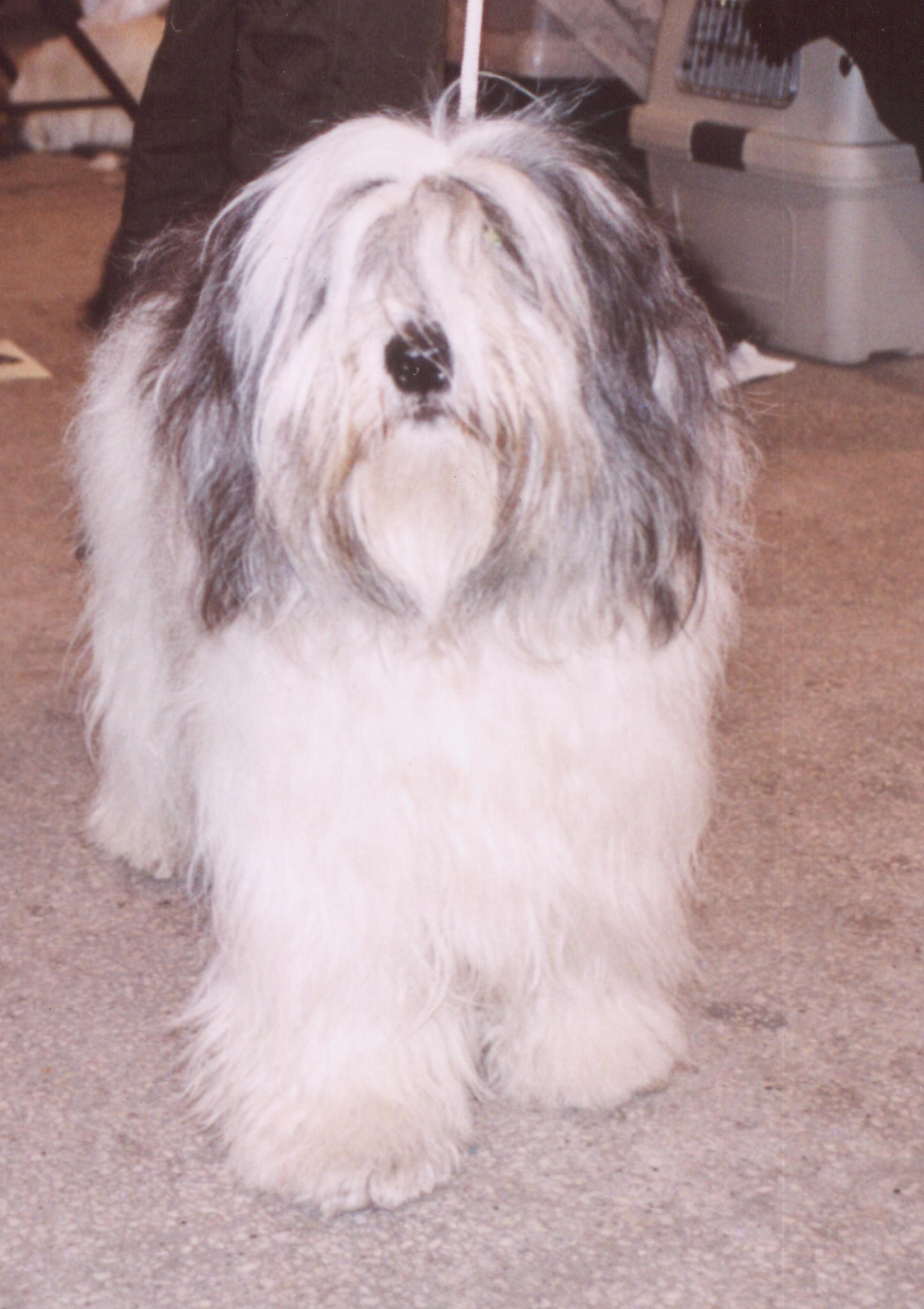
Pastor de Valée
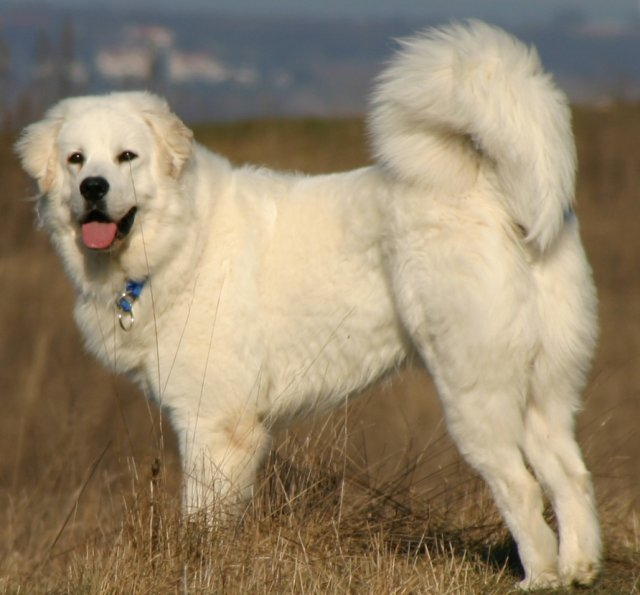
Pastor de Tatra
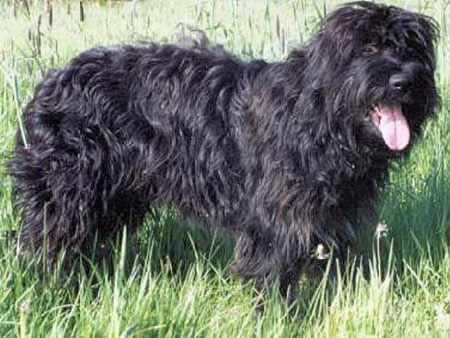
Cão da Serra de Aires
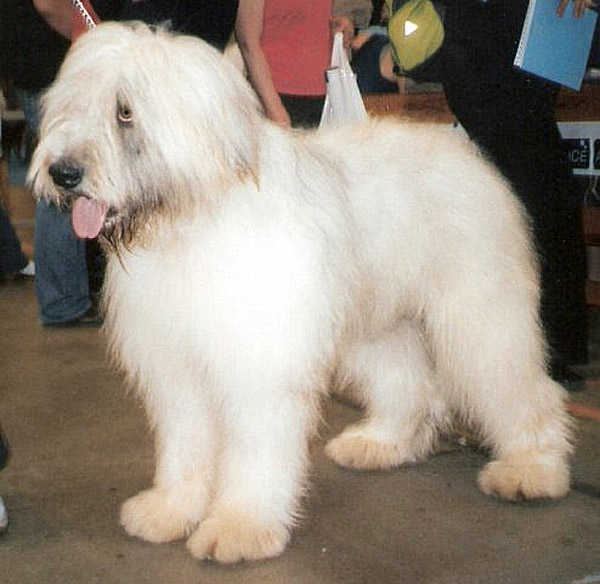
Pastor rumano de Mioritza
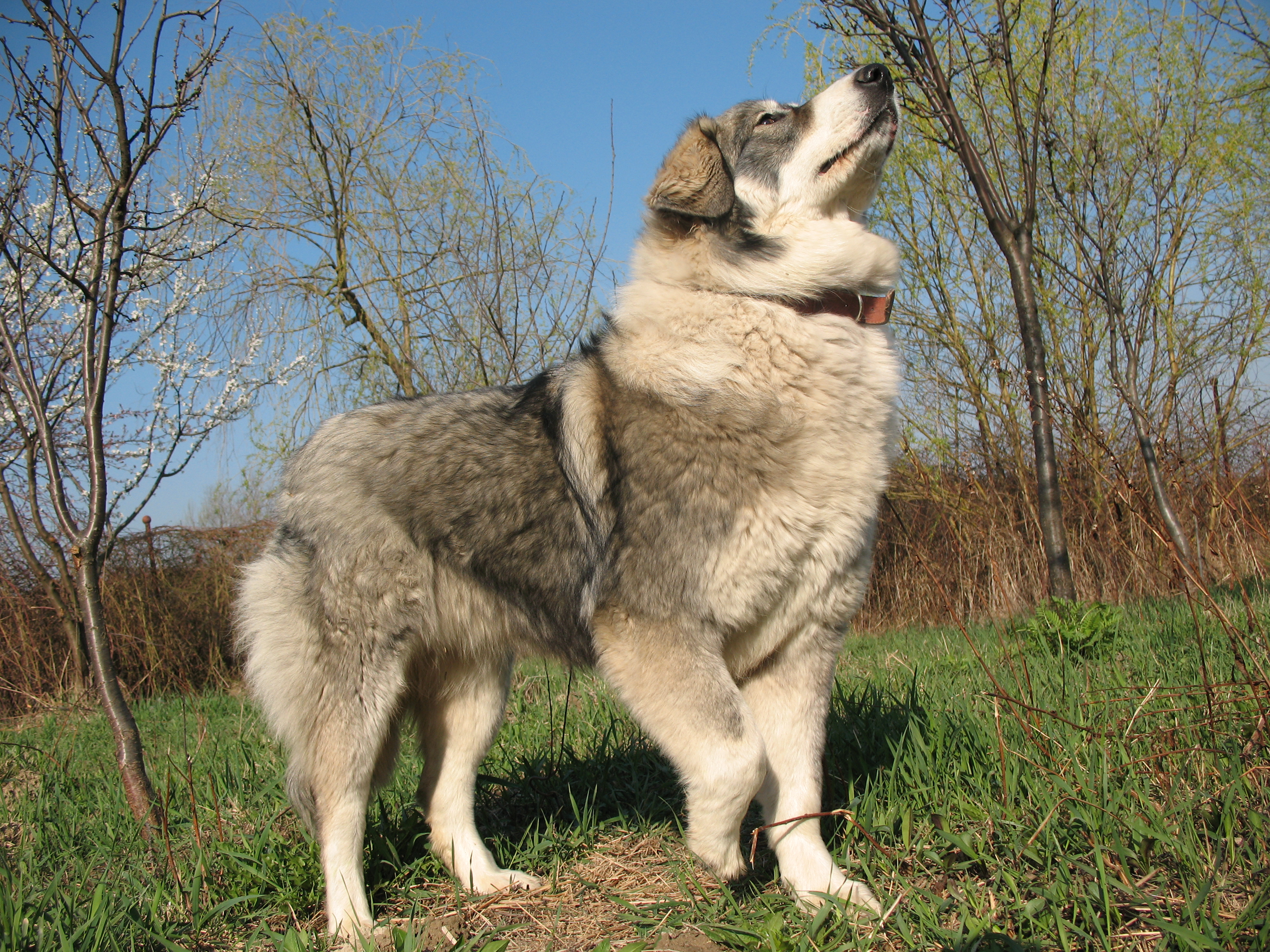
Pastor de los Cárpatos
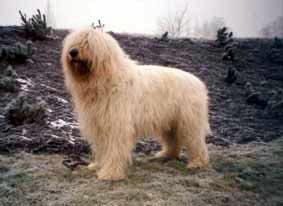
Pastor del sur de Rusia
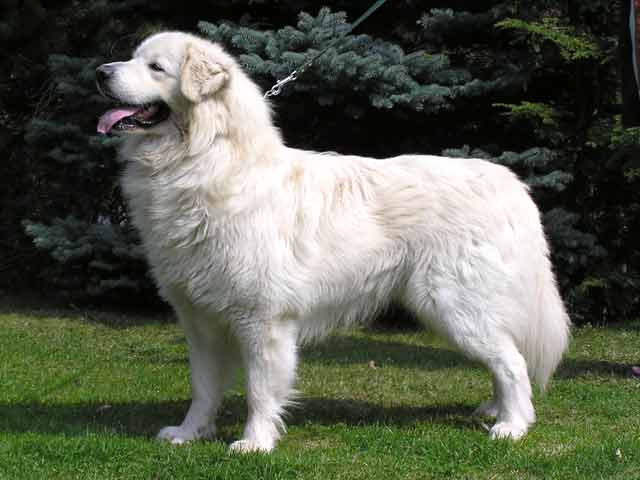
Cuvac eslovaco
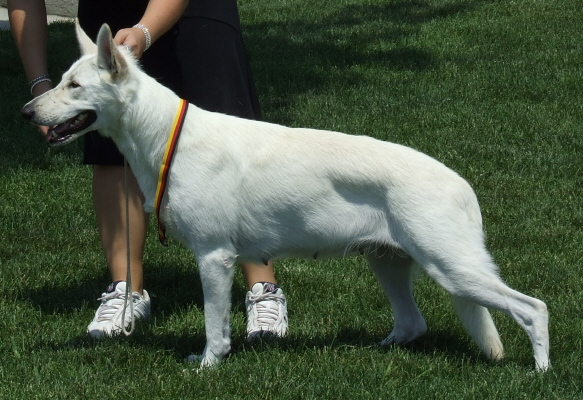
Pastor blanco suizo
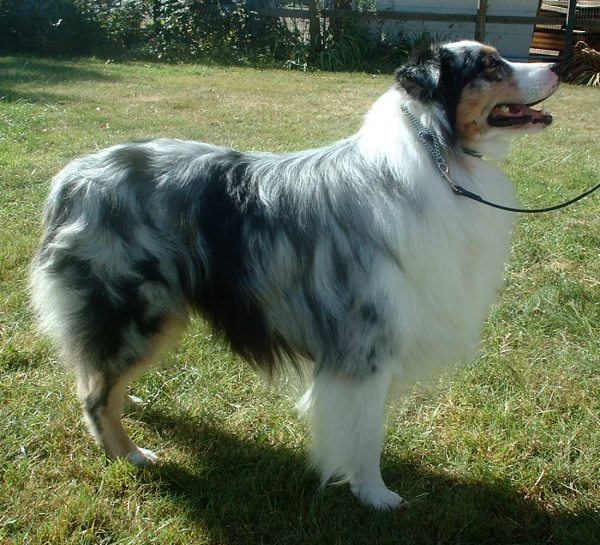
Pastor ovejero australiano

### Sección 2, Perros boyeros (excepto razas suizas)

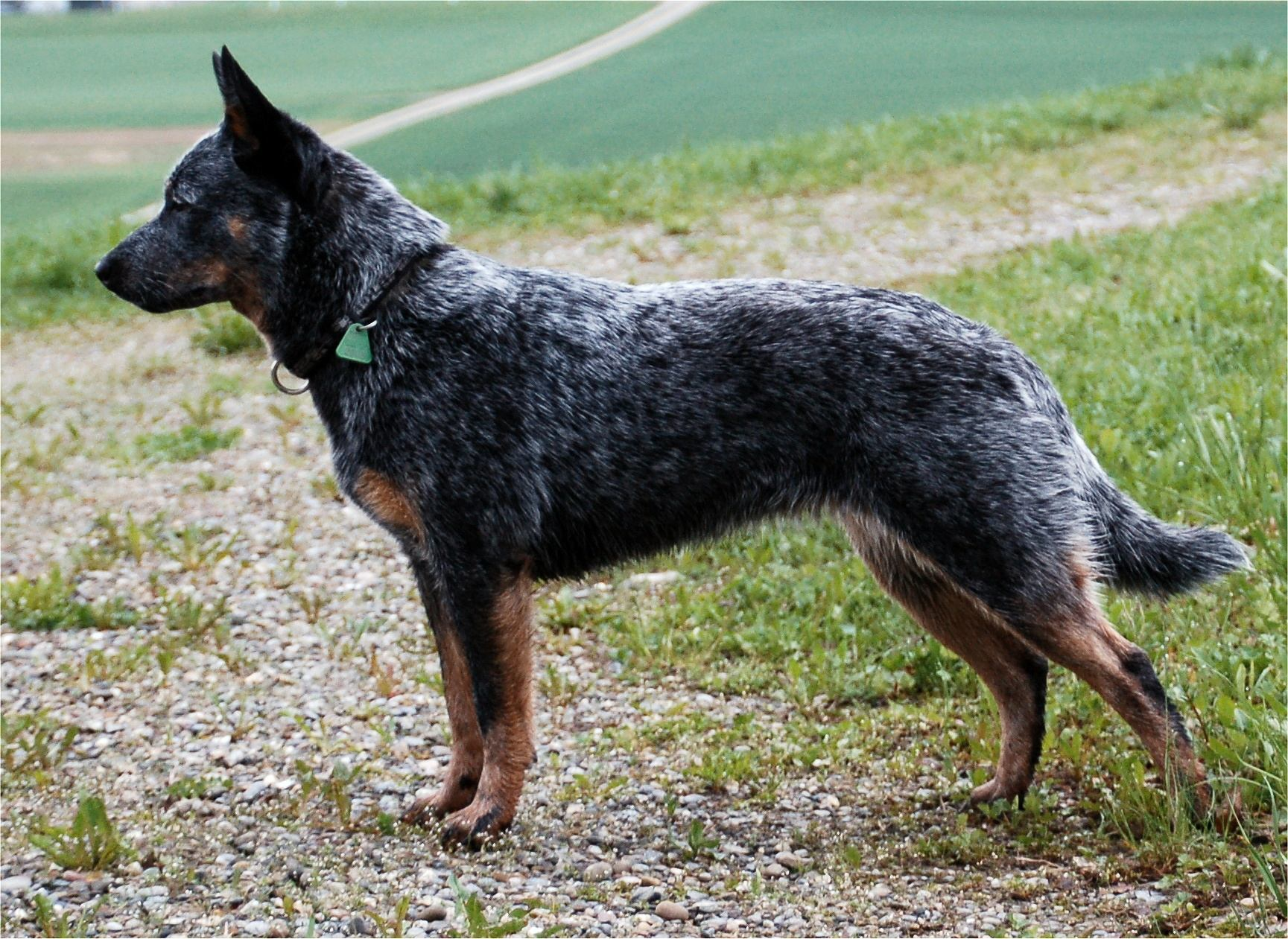
Pastor Ganadero Australiano
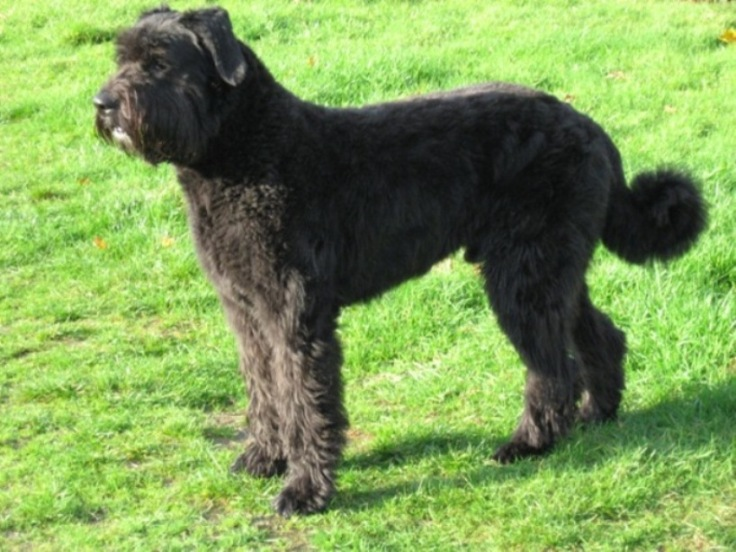
Boyero de Flandes
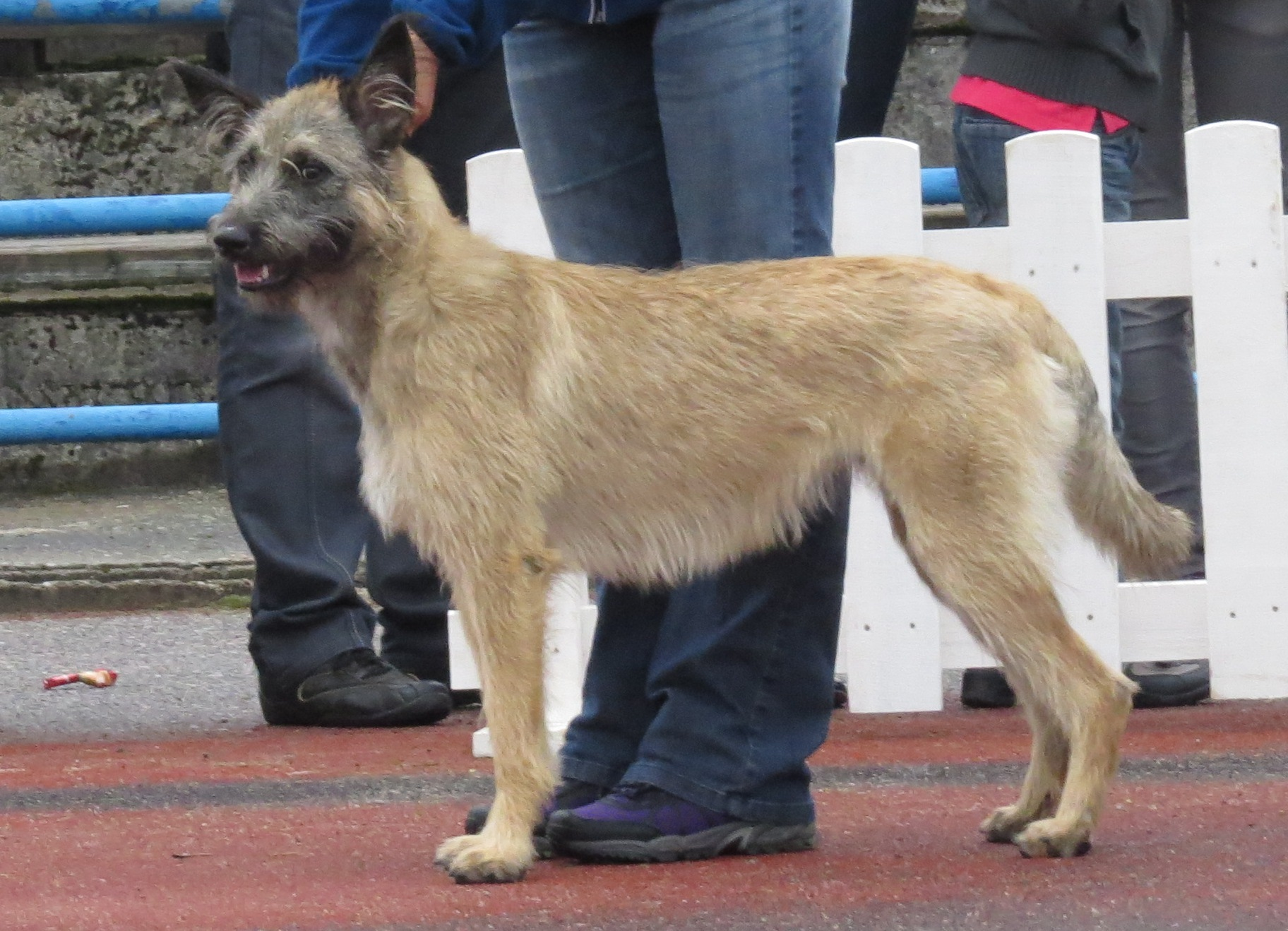
Boyero de las Árdenas

### Razas admitidas provisionalmente

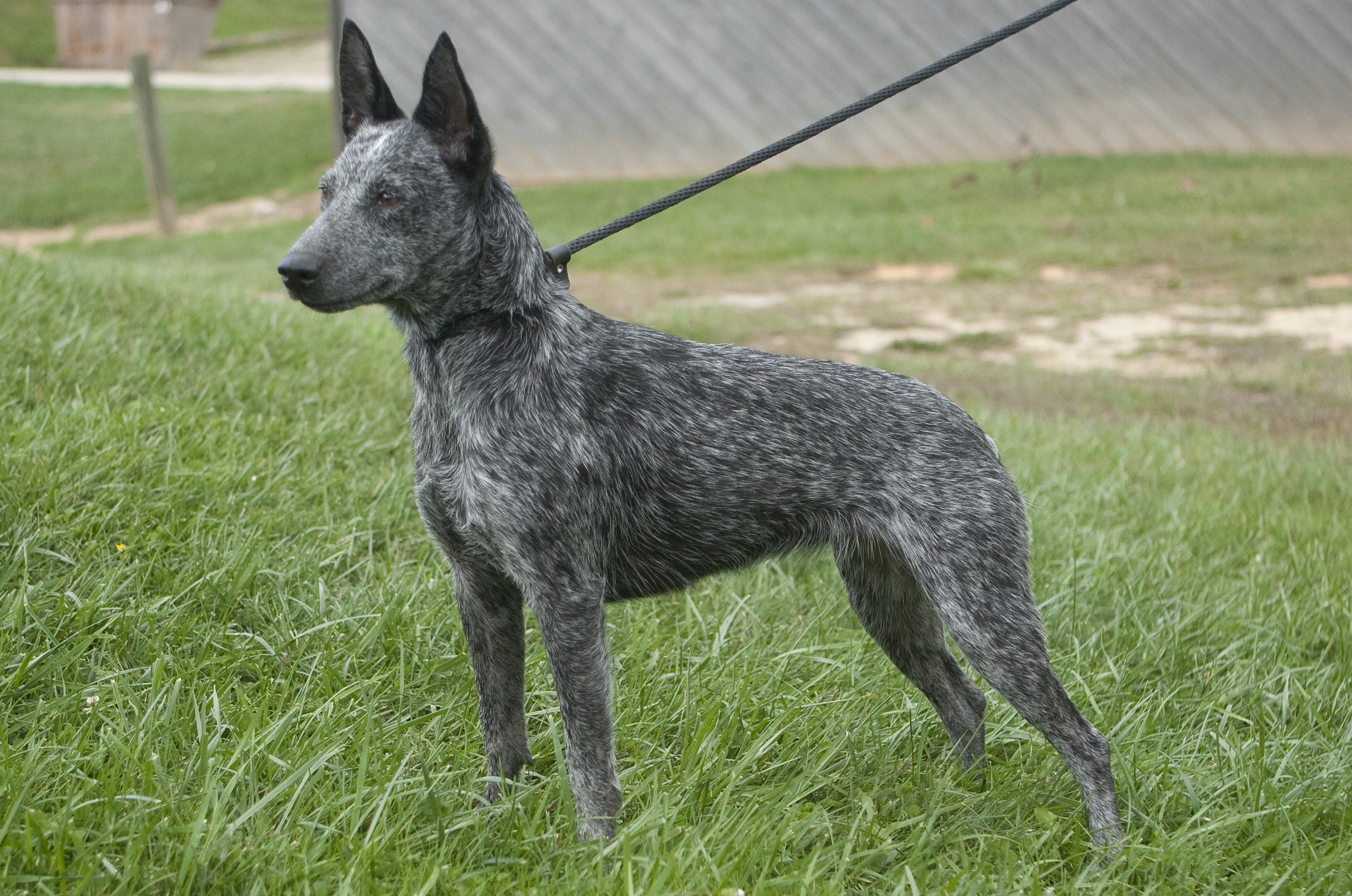
Boyero australiano de stumpy tail
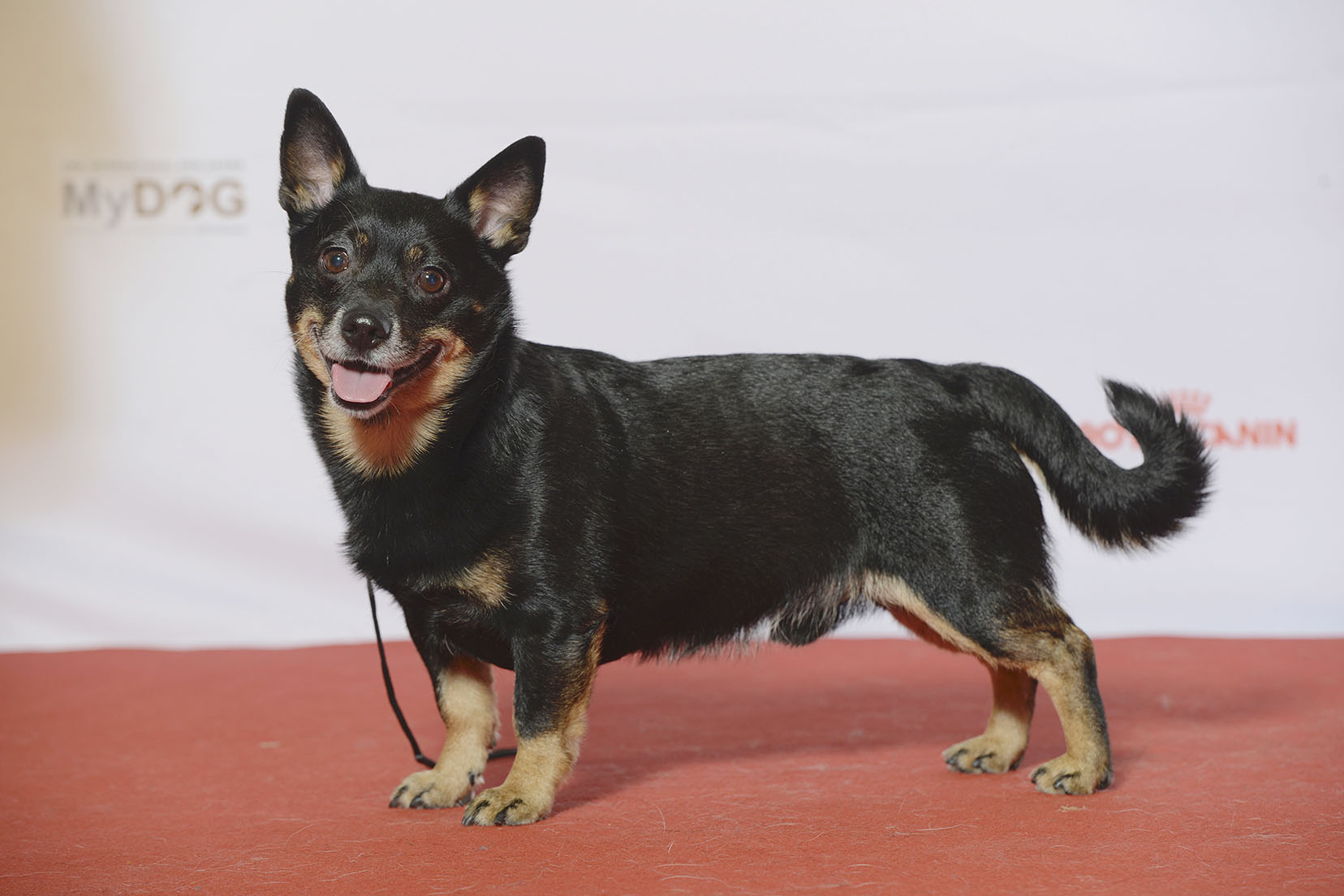
Lancashire heeler
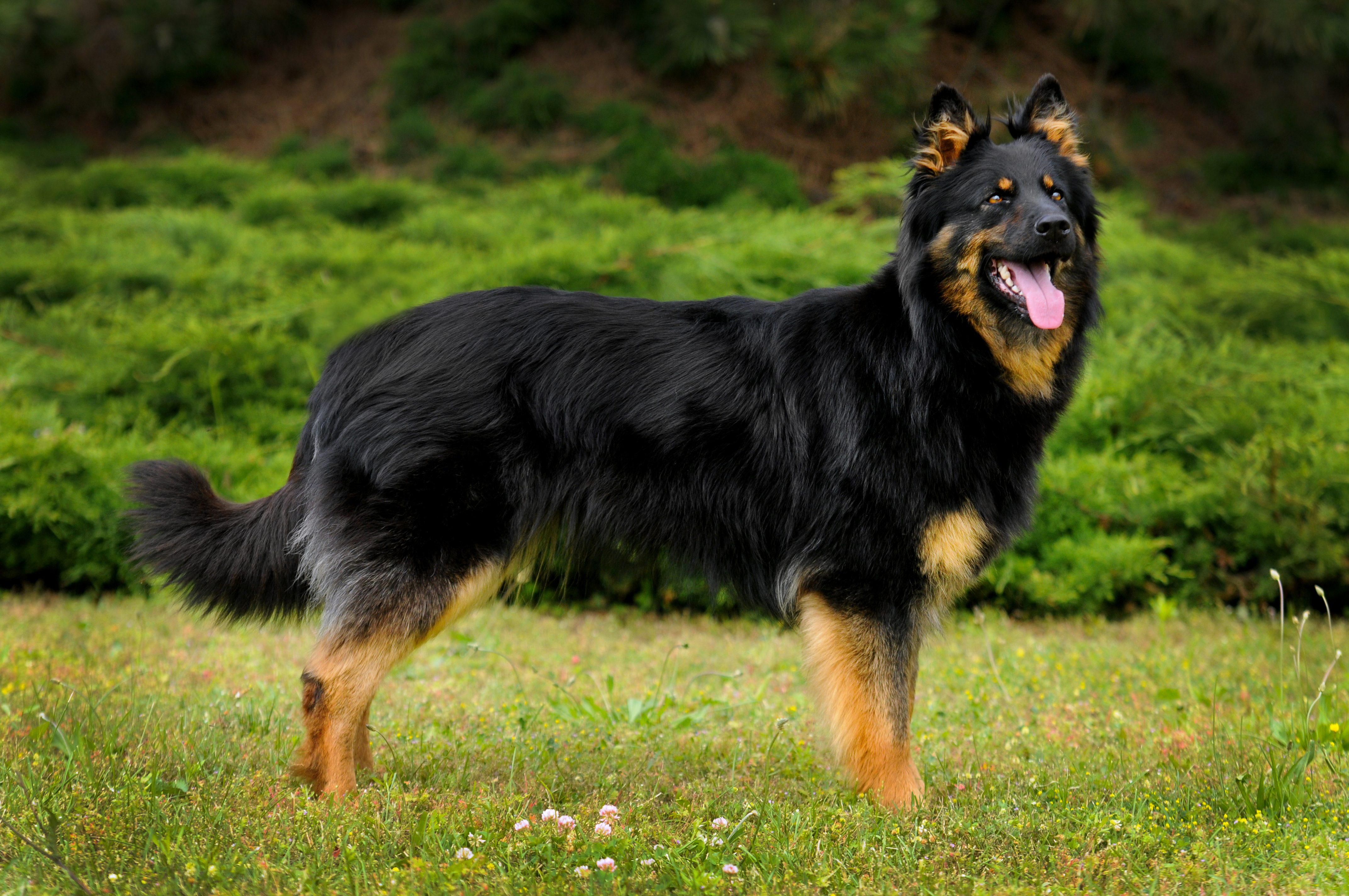
Pastor bohemio
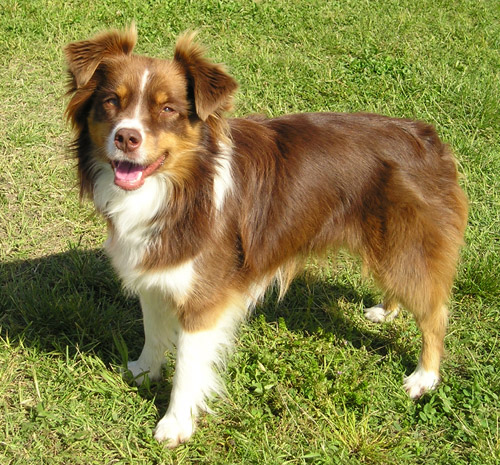
Pastor miniatura americano

### Razas oficiales de RSCE

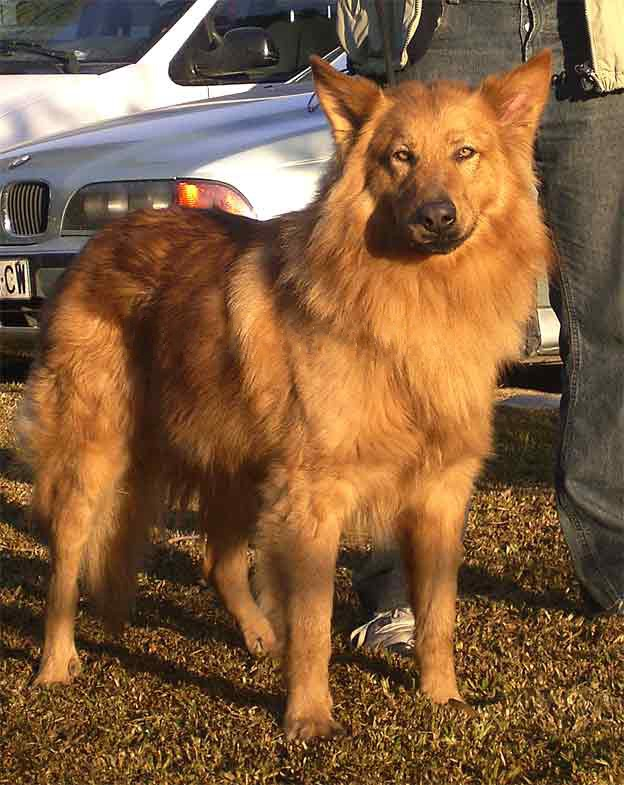
Pastor garafiano
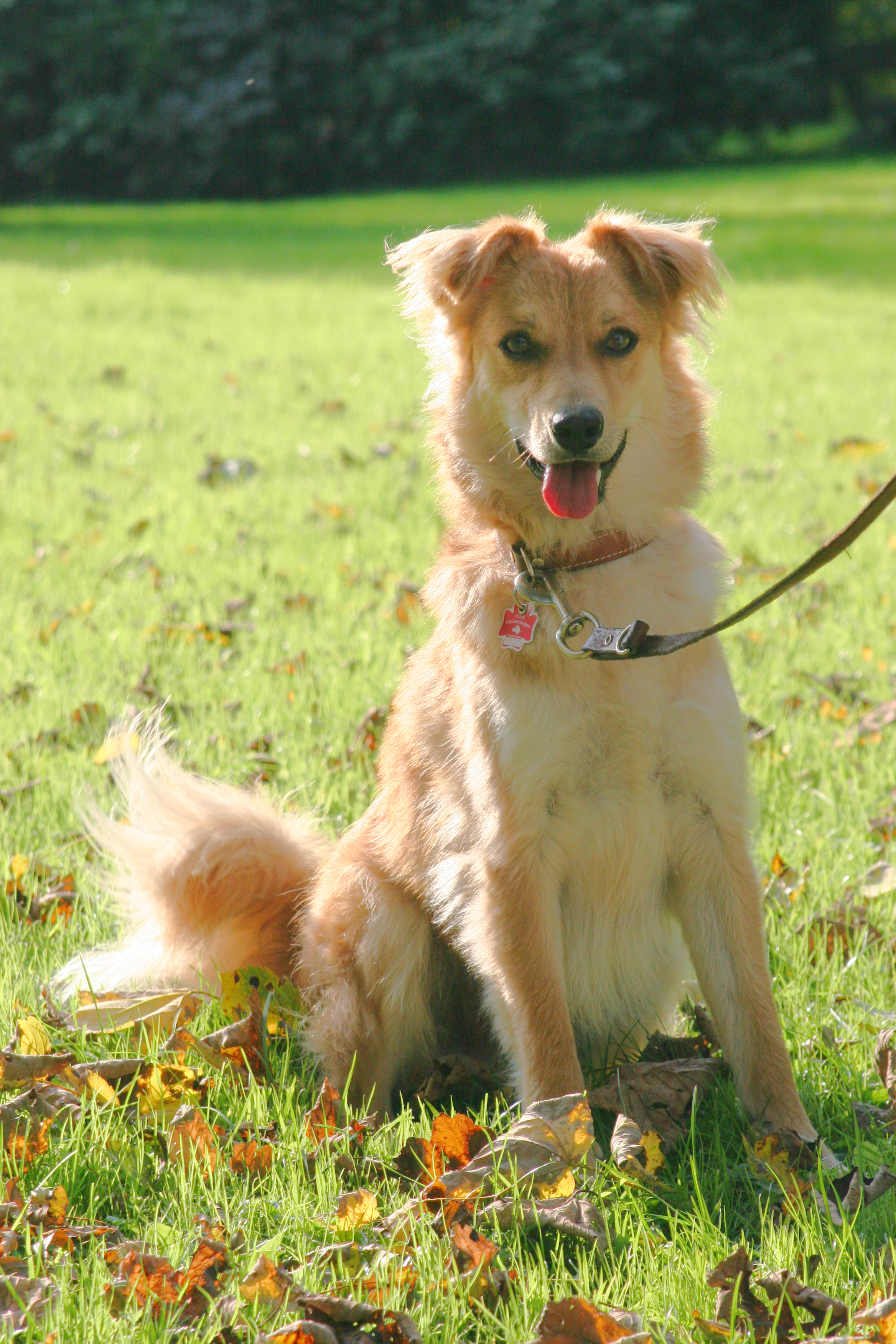
Pastor vasco
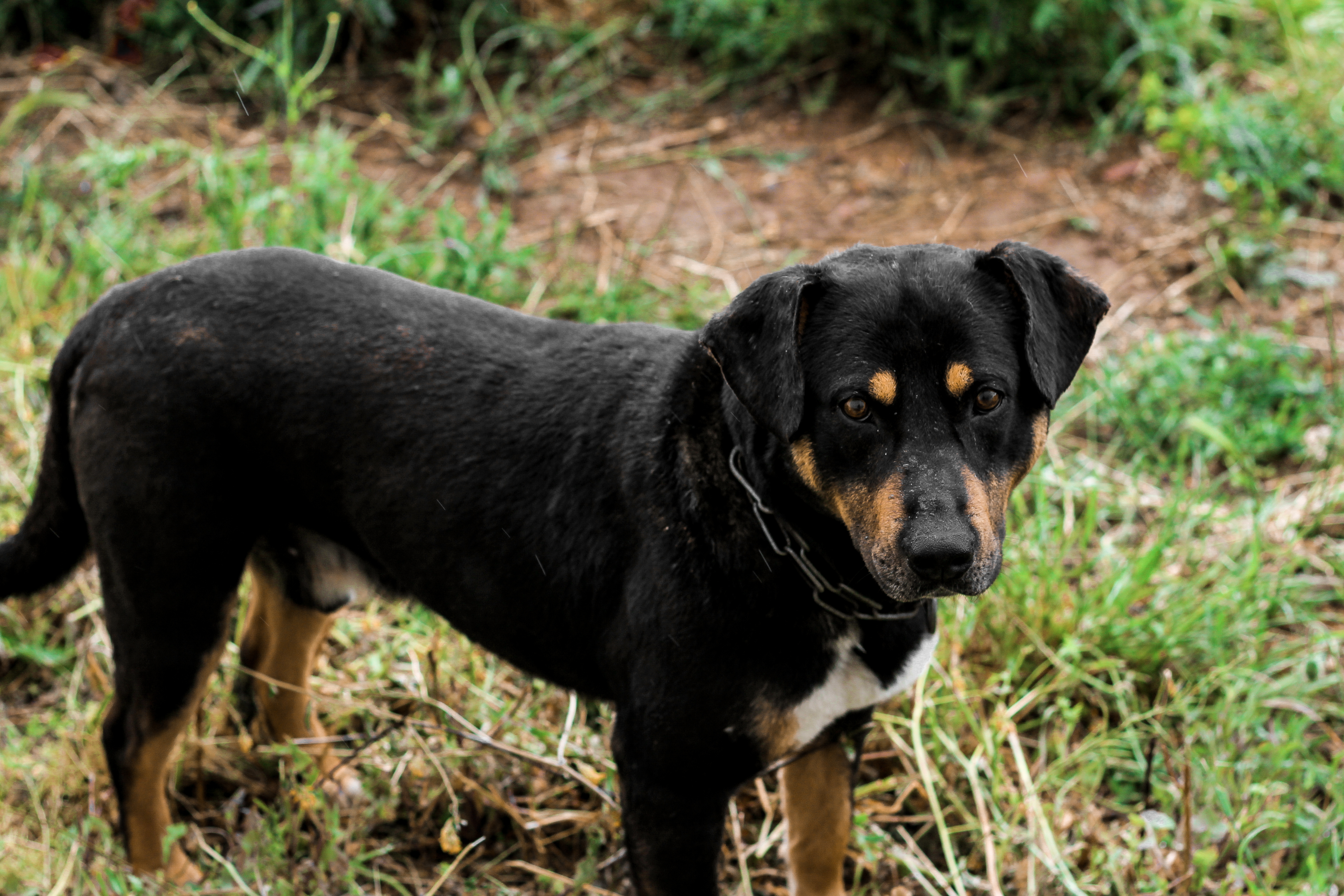
Pastor leonés
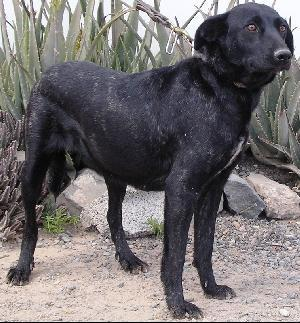
Perro majorero

### Grupos étnicos españoles
Según definición de la Real Sociedad Canina de España.

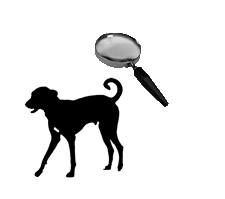
Carea castellano-manchego
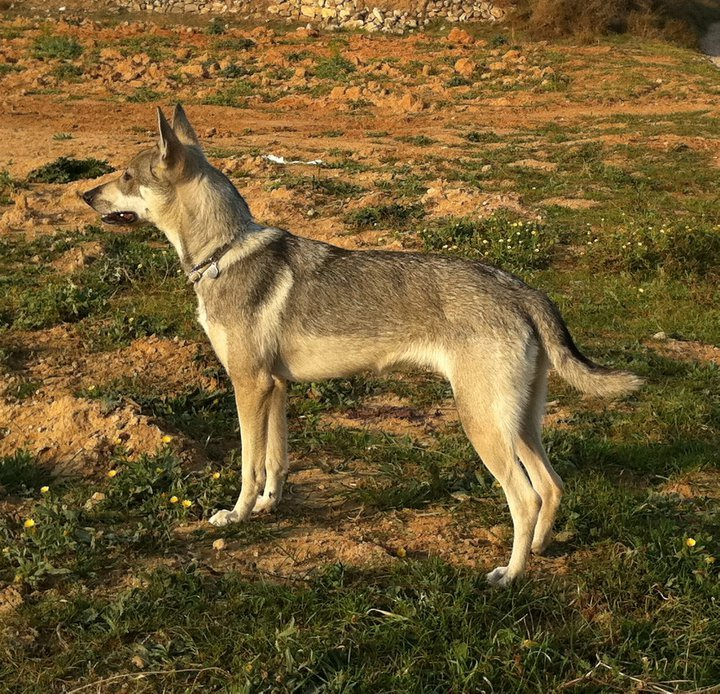
Lobito herreño

## Razas del Grupo II

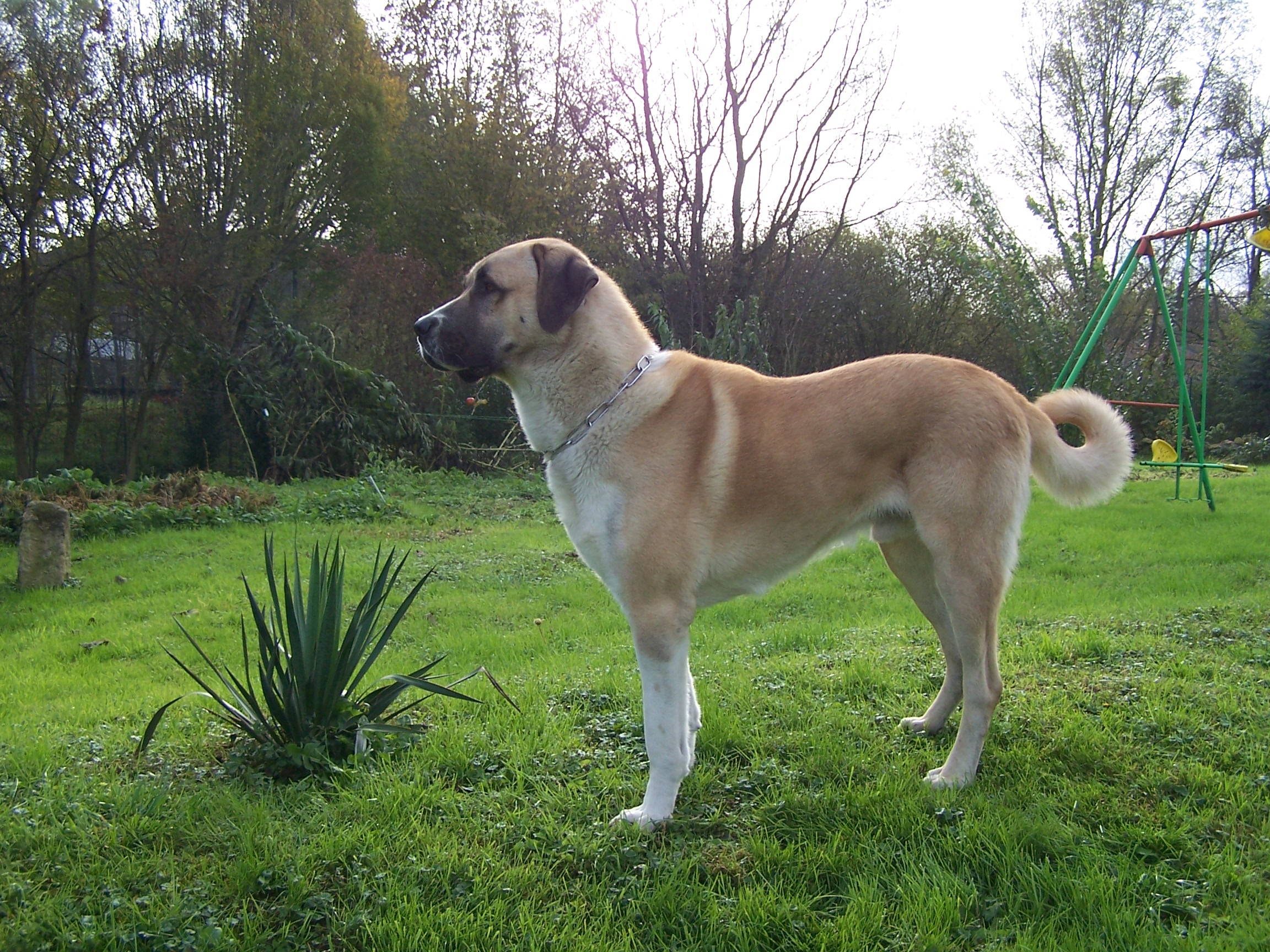
Pastor de Anatolia
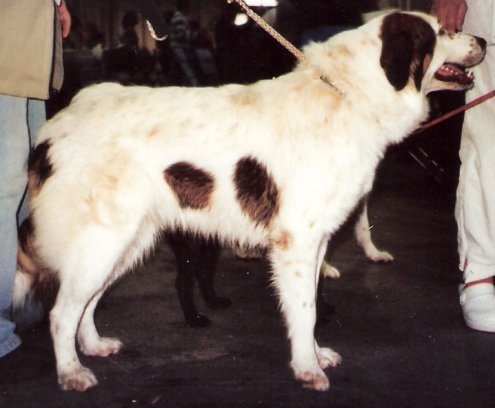
Pastor de Bosnia-Herzegovina y Croacia
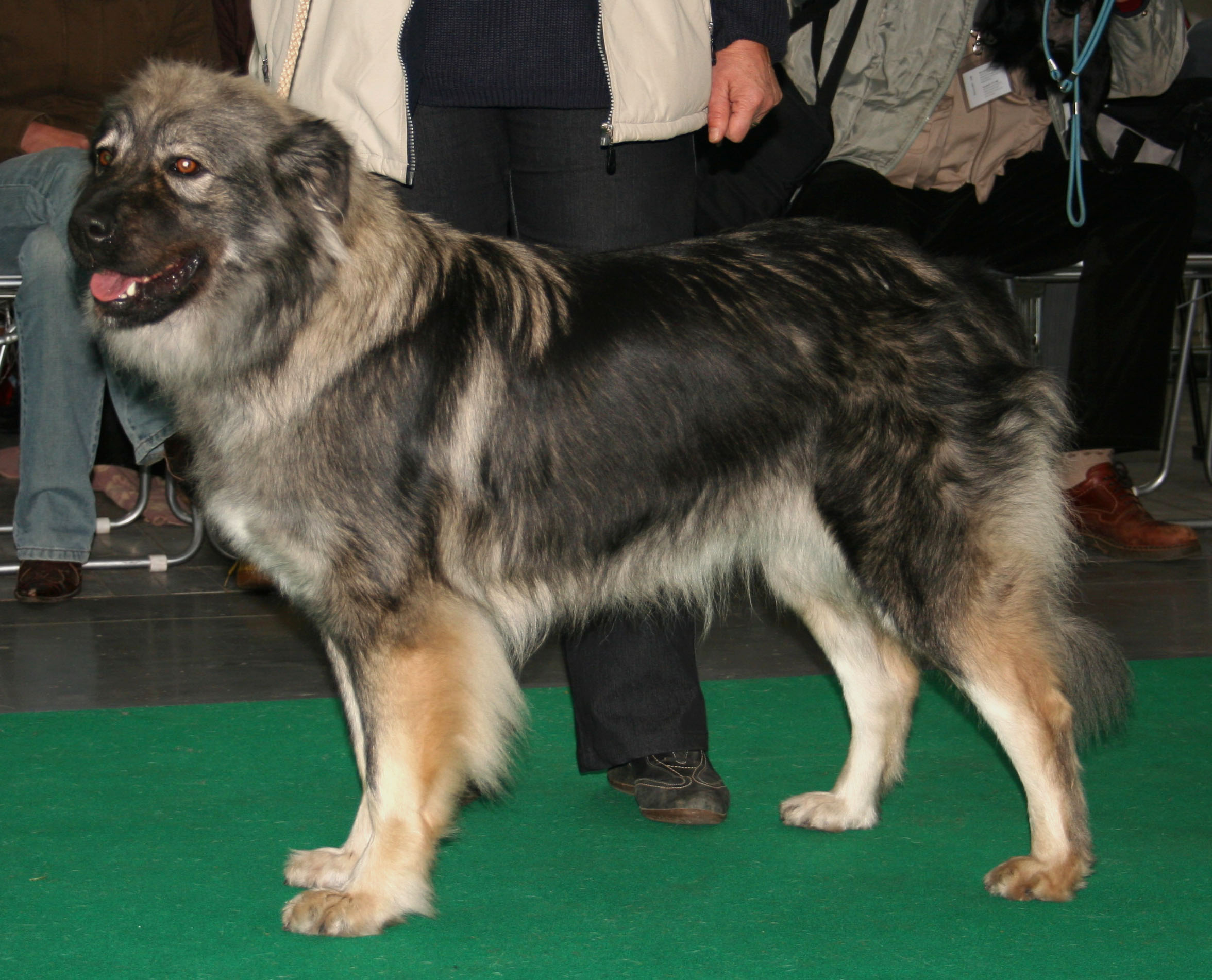
Pastor de Karst

## Razas del Grupo V
|  |  |  |
|  |  |  |

### Otras razas
- Pastor rumano de Bucovina
- Pastor de Corb
- Cão de água português
- Mucuchíes